# Mihail Sadoveanu
Mihail Sadoveanu (n. 5 noiembrie 1880, Pașcani, România – d. 19 octombrie 1961, București, România) a fost un scriitor, povestitor, nuvelist, romancier, academician și politician român, unul dintre cei mai importanți și prolifici prozatori români din prima jumătate a secolului al XX-lea, având o carieră de cincizeci de ani. Este cunoscut mai ales pentru romanele sale istorice și de aventuri, deși autorul a creat pagini nemuritoare despre lumea țărănească din Moldova, despre natura României și a scris, de asemenea, reportaje și pagini memorialistice. Sadoveanu a fost unul din primii colaboratori ai revistei tradiționaliste Sămănătorul, înainte de a deveni un scriitor realist și adept al curentului poporanist reprezentat de revista literară Viața Românească. Opera sa se poate grupa în câteva faze care corespund unor  curente literare dominante într-o anumită epocă, preucum: sămănătoristă la primele încercări, nuvele și povestiri, apoi mitico-simbolică, în perioada interbelică (reflectată în romane precum Creanga de aur sau Divanul persian). În această etapă, acțiunea operelor sale are loc în general în regiunea istorică a Moldovei, cu teme preluate din istoria medievală și modernă timpurie a României, în romane precum Neamul Șoimăreștilor, Frații Jderi și Zodia Cancerului. Prin intermediul operelor precum Venea o moară pe Siret..., Baltagul și alte scrieri, Sadoveanu acoperă o mai mare perioadă de timp, ajungând până în istoria contemporană, în care abordează și alte stiluri precum romanul psihologic și naturalismul. Ultima etapă corespunde realismului socialist, în acord cu perioada socialist-comunistă la care Sadoveanu va adera ideologic.
În anul 1928 devine Mare Maestru al Marii Loji Naționale Masonice din România.
Ca om politic, a fost adept al naționalismului și umanismului, Sadoveanu oscilând în perioada interbelică între forțele politice de dreapta și stânga. A făcut parte mai întâi din Partidul Poporului, Partidul Național Liberal-Brătianu și Partidul Agrar al lui Constantin Argetoianu, ocupând funcția de Președinte al Senatului. A fost colaborator al cotidianelor de stânga Adevărul și Dimineața și, a fost ținta unei campanii de presă din partea partidelor de extremă dreapta. Deși a fost un susținător al monarhiei în timpul regimului autoritar al lui Carol al II-lea, după cel de-al Doilea Război Mondial își schimbă orientarea politică, trecând la Partidul Comunist Român. În această perioadă este numit președinte al Adunării Deputaților și face parte din cei cinci membri ai Prezidiului provizoriu al Republicii Populare Române, care a preluat conducerea statului după abdicarea regelui. Scrie în favoarea Uniunii Sovietice și a stalinismului. Multe dintre operele și discursurile sale, printre care și romanul politic Mitrea Cocor, dar și celebrul slogan Lumina vine de la Răsărit, sunt de asemenea considerate ca propagandă comunistă.
A fost președintele Uniunii Scriitorilor din România și, începând cu anul 1921, membru al Academiei Române. A primit Premiul Lenin pentru Pace în 1961.
A fost cumnatul criticei literare Izabela Sadoveanu-Evan. Copiii săi, Profira și Paul-Mihu Sadoveanu, au mers pe urmele tatălui și au devenit la rândul lor scriitori.

## Biografie

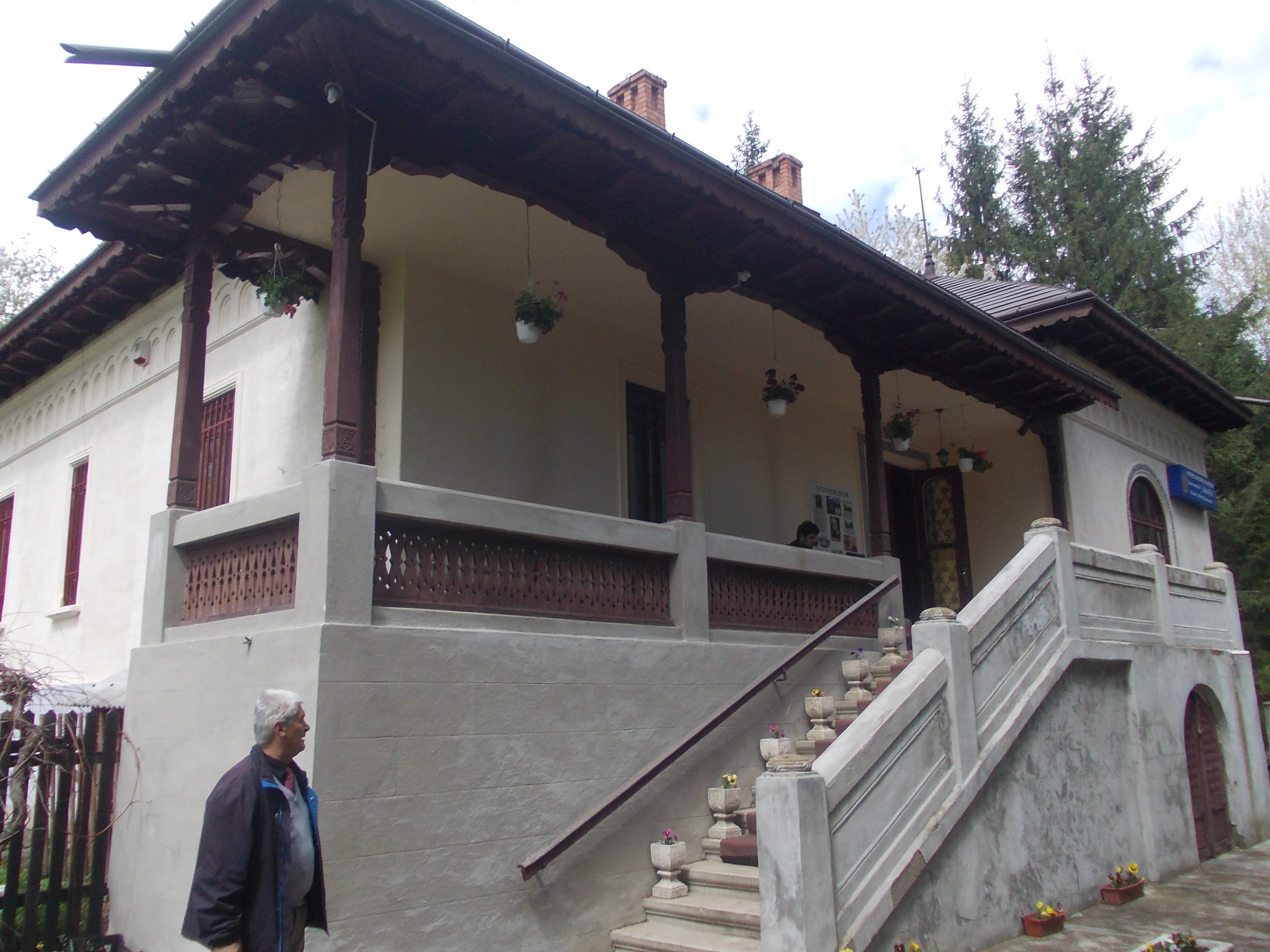
Casa Memorială Mihail Sadoveanu din Vânători Neamț

### Origini
Mihail Sadoveanu s-a născut la Pașcani, dintr-o relație extraconjugală, ca fiu al avocatului Alexandru Sadoveanu (d. 1921) din Oltenia, și al Profirei Ursache (d. 1895), fată de răzeși analfabeți din localitatea Verșeni. Părinții nefiind căsătoriți, paternitatea scriitorului și a fratelui său Dimitrie (mort de scarlatină în 1888) au fost recunoscute abia în anul 1891. Familia își avea originile în Sadova, conform numelui ales (lit. „din Sadova”), adoptat de aceasta abia în 1891. Tatăl Alexandru avea o căsnicie nefericită, iar izolarea din viața publică a avut un impact negativ asupra întregii familii. Istoricul literar Tudor Vianu considera că acest contrast dintre identitățile regionale și sociale au avut rolul lor în formarea autorului, deschizându-i calea spre o „universalitate românească”, notând totodată că Sadoveanu era atașat de rădăcinile sale moldovenești. Mihail a mai avut un frate, tot cu numele de Alexandru, a cărui soție a fost criticul literar Izabela Morțun (cunoscută mai târziu ca Sadoveanu-Evan, verișoara activistului socialist Vasile Morțun). Celălalt frate, Vasile Sadoveanu, a fost inginer agronom.
Începând cu anul 1887, Sadoveanu face școala primară la Pașcani. Profesorul său preferat, Dl. Busuioc, a fost cel care l-a inspirat să scrie colecția de povești Domnu Trandafir. În timpul liber, tânărul Sadoveanu obișnuia să exploreze regiunea natală mergând pe jos, la vânătoare, pescuind, sau doar pentru a contempla natura. Și-a petrecut vacanțele de vară și la Verșeni, la rudele mamei. În timpul călătoriilor sale, Sadoveanu vizita țărani, iar felul cum se comportau în prezența autorităților i-au modelat, conform criticilor, perspectiva asupra societății. Urmează gimnaziul „Alecu Alecsandru Donici” la Fălticeni și Liceului Național din Iași. La Fălticeni a fost coleg cu viitorii scriitori Eugen Lovinescu și Ion Dragoslav. Din cauza expedițiilor în bălțile Șomuzului și la Nada Florilor va rămâne un an repetent. După moartea mamei sale termină anii de gimnaziu în fruntea promoției.

### Primele încercări literare, căsătoria și familia
În 1896, la vârsta de 16 ani, Sadoveanu intenționează să alcătuiască, împreună cu un coleg, o monografie asupra domnitorului Ștefan cel Mare, renunțând, însă, din lipsă de izvoare istorice. Debutează în revista bucureșteană Dracu în 1897, cu schița Domnișoara M din Fălticeni, pe care îl semnează cu pseudonimul Mihai din Pașcani. În 1898 începe să colaboreze la foaia Viața nouă a lui Ovid Densusianu, alături de Gala Galaction, N.D. Cocea, Tudor Arghezi ș.a., semnând cu numele său, dar și cu pseudonimul M.S. Cobuz, cu un alt scheci și un poem. Totuși, Sadoveanu nu era de acord cu agenda lui Densusianu, criticând mișcarea simbolistă românească la care adera revista. Începe să scrie pentru reviste non-simboliste precum Opinia și Pagini Literare. În paralel, a fondat și tipărit manual pentru o scurtă perioadă un jurnal cunoscut sub numele de Aurora sau Lumea.
Sadoveanu pleacă la București în anul 1900, cu intenția de a studia dreptul la Universitatea din București, renunțând însă la scurt timp, pentru a se dedica literaturii. A început să frecventeze societatea boemă a Capitalei,, hotărând în această perioadă să abandoneze poezia și să scrie numai proză realistă. În 1901, se căsătorește cu Ecaterina Bâlu, cu care s-a stabilit la Fălticeni, unde începe să lucreze la primele nuvele și se decide să trăiască din cariera de scriitor. În 1902 apare primul manuscris al romanului Frații Potcoavă, unele dintre fragmentele acestuia fiind publicate în revista Pagini Alese cu pseudonimul M. S. Cobuz. În iunie 1903, Sadoveanu este incorporat și face armata în apropiere de Târgu Ocna, perioadă care l-a inspirat să scrie „Amintirile căprarului Gheorghiță”.
Această primă perioadă din viața sa avea să fie evocată de scriitor în opera sa Anii de ucenicie (1944).
După terminarea armatei se stabilește la Fălticeni, unde întemeiază o mare familie. Inițial, familia Sadoveanu a locuit într-o casă deținută de celebrul povestitor Ion Creangă, mutându-se apoi într-o nouă casă, aflată în vecinătatea Grădinii Liniștii. Scriitorul a avut unsprezece copii, dintre care trei fiice: Despina, Teodora și Profira Sadoveanu, ultima devenită la rândul ei poetă și romancieră. Dintre fii săi, Dimitrie Sadoveanu a devenit pictor, în timp ce Paul-Mihu, cel mai tânăr dintre ei (n. 1920), a scris romanul Ca floarea câmpului... publicat postum, după moartea sa prematură pe Frontul de Vest, în anul 1944.
Cei 11 copii ai scriitorului Mihail Sadoveanu sunt:
- Paul-Mihu Sadoveanu
- Profira Sadoveanu
- Bogdan Sadoveanu
- Livia-Lucia Sadoveanu
- Ecaterina-Tincuța Sadoveanu
- Despina Sadoveanu
- Teodora Sadoveanu
- Dimitrie Sadoveanu
- Mircea Sadoveanu
- Alexandru Sadoveanu
- Ligia-Mărioara Sadoveanu

### Sămănătorul,Viața Româneascăși debutul literar

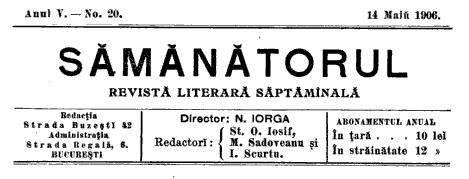
Sămănătorul, nr. 20 din 14 mai 1906. Nicolae Iorga este trecut ca director, iar Sadoveanu, Ștefan Octavian Iosif și Ion Scurtu sunt ceilalți editori

La invitația poetului Ștefan Octavian Iosif, în 1903, Sadoveanu contribuie cu lucrări la revista tradiționalistă Sămănătorul, condusă la acea vreme de istoricul și criticul Nicolae Iorga. A mai colaborat la ziarul Voința Națională, publicat de Partidul Național Liberal și condus de politicianul Vintilă Brătianu. La începutul lunii decembrie a aceluiași an, în acest ziar va fi publicat Șoimii, primul său roman, o variantă dezvoltată a povestirii Frații Potcoavă, cu o introducere de istoricul Vasile Pârvan. În 1904 se întoarce la București, pentru a ocupa postul de copist la „Casa Școalelor”, care se afla în subordinea Ministerului Educației, întorcându-se doi ani mai târziu la Fălticeni. După anul 1906, s-a alăturat grupului de scriitori format în jurul revistei Viața Românească, din care făcea parte și cumnata sa Izabela.
Revistele Sămănătorul și Viața Românească au avut o mare influență în cadrul literaturii române. Ele susțineau o abordare tradițională și rurală a artei, deși mai târziu au adoptat o politică de stânga, cunoscută sub denumirea de Poporanism. Liderul acestei ideologii, omul de cultură Garabet Ibrăileanu, redactor până în anul 1933 al Vieții Românești, devine un admirator și prieten apropiat al lui Sadoveanu, invitându-l la o excursie pe Râul Râșca. În această perioadă, o tânără scriitoare, Constanța Marino-Moscu, l-a acuzat că a plagiat lucrările sale în Mariana Vidrașcu, un roman în serie care nu a fost terminat și care a fost dat uitării.
1904 a fost anul în care Sadoveanu a debutat efectiv, publicând patru volume: Șoimii, Povestiri, Dureri înăbușite și Crâșma lui Moș Petcu, volume în care Sadoveanu abordează cu precădere teme istorice. Acestea au marcat începutul unei cariere prolifice în literatură, care avea să dureze pentru mai mult de jumătate de secol și o lungă colaborare cu editura Minerva. Debutul a fost pregătit din timp, bazându-se pe exercițiile literare din deceniul trecut. Nicolae Iorga va numi anul 1904 „anul Sadoveanu”, în timp ce criticul Titu Maiorescu, lider al mișcării conservatoare Junimea, a făcut o recenzie pozitivă volumului Povestiri, propunându-l totodată la premiile Academiei Române din 1906. Într-un eseu din 1908, Maiorescu îl menționa pe Sadoveanu, alături de alți scriitori, într-o listă cu cei mai mari scriitori ai României. Conform lui Vianu, Maiorescu a văzut în Sadoveanu și ceilalți tineri scriitori triumful teoriei sale bazată pe o formă „populară” a realismului, teorie apărută în eseurile sale încă din anul 1882. Sadoveanu i-a amintit pe Iorga, Maiorescu, și în special pe Constantin Banu și poetul sămănătorist George Coșbuc ca cei care l-au ajutat să capteze interesul colegilor săi scriitori și a publicului. Până atunci, scriitorul avusese parte de manifestări de adversitate din partea oponenților Sămănătorului, în principal din partea criticului Henric Sanielevici. În recenziile sale din Curentul Nou, volumele lui Sadoveanu erau considerate ca promovând acte imorale precum adulterul și violul, criticul exprimându-și totodată opinia că programul lui Iorga de didacticism moral era unul ipocrit. După cum avea să-și amintească mai târziu, Sadoveanu însuși era deranjat de unele aprecieri critice în legătură cu opera sa, menționând că decanul Sămănătorist l-a considerat odată egalul lui Vasile Pop (unul din protejații lui Iorga, considerat supraapreciat de Sadoveanu).
În același an, Sadoveanu devine unul din editorii Sămănătorului, alături de Iorga și de Iosif. Revista avea scopul de a stabili o „cultură națională”, o mișcare de emancipare față de influențele străine. Totuși, conform lui George Călinescu, această ambiție s-a manifestat doar printr-o „mare influență culturală”, jurnalul continuând totuși să fie unul eclectic, la care colaborau atât tradiționaliștii rurali ai „tendinței naționale”, precum și adepții unor curente cosmopolite precum simbolismul. Călinescu și Vianu au fost de acord cu faptul că Sămănătorul a fost, în mare parte, promotorul unor reguli mai vechi, trasate inițial de Junimea. Vianu mai adaugă și că aportul lui Sadoveanu la cercul literar a fost principalul element artistic din istoria acestuia, felicitându-l pe Iosif pentru predicția sa conform căreia, în timpul unei perioade de „criză” literară, Sadoveanu era persoana generatoare de inovație.
Scriitorul a continuat să publice într-un ritm impresionant, alte patru volume fiind date spre publicare în anul 1906. În paralel, Sadoveanu continuă să lucreze ca funcționar de stat. În 1905, este numit la Ministerul Educației, condus pe atunci de conservatorul Mihail Vlădescu. Supervizorul său era poetul D. Nanu; i-a avut colegi pe George Vâlsan și Nicolae N. Beldiceanu. Nanu scria în acea perioadă: „Este o clădire plină cu oameni de litere. Aici nu se lucrează. Oamenii fumează, își beau cafeaua, creează vise, poeme și proză [...].” Slujba sa administrativă este întreruptă de o a doua încorporare în 1906, în Forțele Terestre, fiind înaintat la gradul de sublocotenent. Fiindcă era deja supraponderal, marșul de la Probota, din centrul Moldovei, până în Bucovina, i-a cauzat mari suferințe.

### Anii 1910 și Primul Război Mondial

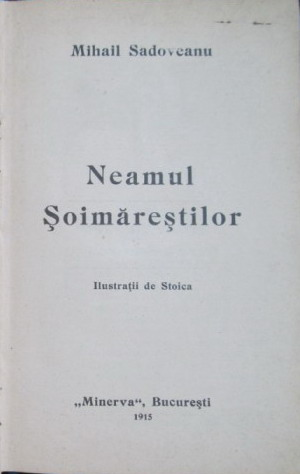
Pagina de titlu a romanului Neamul Șoimăreștilor în ediția originală din 1915, „cu ilustrații de Stoica” (Editura Minerva)

Sadoveanu s-a întors la Fălticeni și la locul său de muncă - masa de scris - în 1907, anul Răscoalei Țărănești. Ministrul Educației, Spiru Haret, îl numise inspector al cercurilor culturale sătești și al bibliotecilor populare. Inspirat de rezultatul sângeros al revoltei, precum și de încercările lui Haret de a educa țărănimea, Sadoveanu atrage în mod repetat atenția poliției după ce publică ghiduri de autoajutorare destinate plugarilor harnici, un fel de activism social care a dus în final la o scurtă anchetă.
Mihail Sadoveanu devine un scriitor profesionist între anii 1908-1909, după ce se alătură Societății Scriitorilor din România, devenind și președintele acesteia la 2 septembrie 1909. În același an, el, Iosif, și Anghel, alături de Emil Gârleanu, pun bazele publicației cu apariție lunară Cumpăna, care luptă împotriva eclectismului lui Ovid Densusianu și a școlii junimiste În 1910 însă, revista își încetează apariția. Devine și o prezență constantă la întâlnire intelectualilor avute la Cafeneaua Kübler.
În 1910 este numit în funcția de director al Teatrului Național din Iași, poziție pe care o deține până în 1919. În acest an publică volumele Povestiri de sară (la Editura Minerva), Genoveva de Brabant, broșura Cum putem scăpa de nevoi și cum putem dobândi pământ ș.a. Colaborează la revista Sămănătorul, dar se va simți mai apropiat spiritual de revista care apărea la Iași, Viața Românească. Tot în 1910 traduce din franceză unul din studiile lui Hippolyte Taine despre geneza operelor de artă. Și-a dat demisia din funcția de președinte al Societății Scriitorilor Români în noiembrie 1911, fiind înlocuit de Emil Gârleanu, dar continuă să rămână funcțiile de membru în comitetul de conducere și cenzor. A fost o prezență marcantă a ziarului Minerva, alături de Anghel și criticul literar Dumitru Karnabatt, și a mai publicat în publicația tradiționalistă Luceafărul.
Sadoveanu este din nou chemat sub arme în timpul celui de-al Doilea Război Balcanic din 1913, în care România s-a confruntat cu Bulgaria. Ajungând la gradul de locotenent, se oprește pentru o perioadă în Fălticeni cu al Cincisprezecelea Regiment de Infanterie, după care luptă pentru scurt timp pe front. Se întoarce apoi la viața de scriitor. Devenind bun prieten cu poetul și umoristul George Topîrceanu, îi însoțește pe el și pe alți scriitori în tururi culturale între 1914 și 1915 În anul 1915 publică mai multe scrieri, cea mai importantă fiind romanul istoric Neamul Șoimăreștilor.
Între 1916-1917, odată cu intrarea României în Primul Război Mondial și invadarea acesteia de către Puterile Centrale, Sadoveanu se stabilește în Moldova, singurul teritoriu românesc rămas neocupat. Scriitorul oscilează între germanofilia prietenilor de la Viața Românească, care considerau războiul ca aducător de sărăcie și suferință, și Antanta, față de care România își luase angajamente. În această perioadă este reales președinte al Societății Scriitorilor, având un mandat provizoriu care se termină în 1918, când România semnează pacea cu Puterile Centrale, și, ca militar în rezervă, devine editorul broșurii propagandistice regionale, România. I s-au alăturat Tudor Arghezi și Topîrceanu (care tocmai fusese eliberat dintr-un lagăr de concentrare din Bulgaria), fondând împreună , la Iași, revista Însemnări Literare. În decembrie însă, revista își anunță încetarea apariției. „Noi, cei de la Însemnări literare, reintrăm în curentul ei cu modestele noastre mijloace.” Sadoveanu se stabilește în cartierul Copou din Iași, cumpărând, renovând și redecorând vila cunoscută sub numele de Casa cu turn. Aceasta fusese reședința lui Mihail Kogălniceanu în secolul al XIX-lea, iar în timpul războiului l-a găzduit pe compozitorul George Enescu. În această perioadă colaborează cu intelectualul de stânga Vasile Morțun și, împreună cu el și cu Arthur Gorovei, fondează și editează revista Răvașul Poporului.

### Anii de maturitate. Cariera politică timpurie

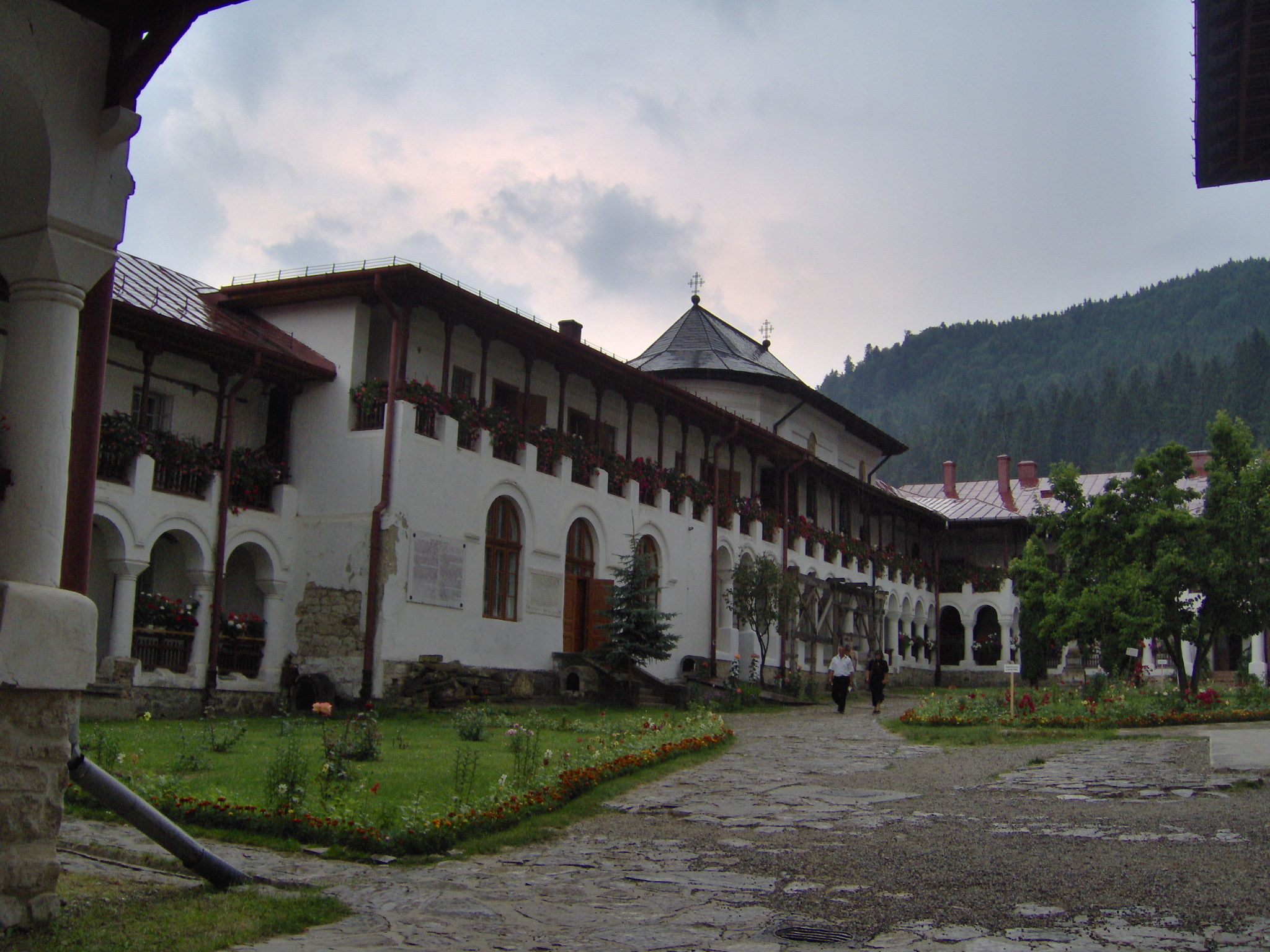
Mănăstirea Agapia, unul din refugiile preferate ale lui Sadoveanu

În 1921 devine membru al Academiei Române. Doi ani mai târziu, își ține discursul de recepție, în care face aprecieri pozitive fată de folclorul românesc în general și de poezia populară în special. Reîncepe colaborarea la revista Viața românească, alăturându-se nucleului de redactori din perioadă interbelică, din care face parte și Garabet Ibrăileanu, publicând fragmente din romanele sale (unele dintre ele inițial publicate la editura acesteia). Tot la editura revistei ieșene publică volumul de nuvele Umbre și broșura În amintirea lui Creangă, iar la Editura Luceafărul, volumul Priveghiuri. Găzduiește în casa sa din Dealul Copoului scriitori precum Topîrceanu, Gala Galaction, Otilia Cazimir, Ionel și Păstorel Teodoreanu, pe Dumitru D. Pătrășcanu și pe dirijorul Sergiu Celibidache. Este apropiat al poetului socialist Ioan N. Roman, ajutându-l să-și promoveze scrierile, de aceleași avantaje bucurându-se memorialistul Gheorghe Jurgea-Negrilești, și scriitorul satiric Radu Cosmin.
Deși are probleme cardiace, Sadoveanu face excursii prin țară, unele dintre monumentele inspirându-i opera: Mănăstirea Agapia și Văratec și Cetatea Neamțului. După 1923, alături de Topîrceanu, Demostene Botez și alți colaboratori ai revistei Viața Românească, obișnuiește să meargă la vânătoare. Este fermecat de priveliștile pe care le vede în timpul unei vizite din 1927 la râul Arieș. În același an face o călătorie în Olanda cu Orient Expressul, călătorie descrisă ulterior în volumul său de reportaj Olanda. Popularitatea sa începe să crească: în 1925, 1929, respectiv 1930, publică un număr de romane bine primite de critici: Venea o moară pe Siret..., Zodia Cancerului și Baltagul, iar cea de-a cincizecea aniversare a sa din 1930 este sărbătorită la nivel național. Tot în acest an, Sadoveanu, Topîrceanu și profesorul T. C. Stan redactează și publică împreună o serie de abecedare.
În anul 1926 reprezintă Societatea Scriitorilor Români, împreună cu Liviu Rebreanu, la Congresul de la Berlin. În același an intră în Partidul Poporului, în care era deja membru prietenul său Octavian Goga,. Acesta își formează ulterior propriul Partid Agrar, la care va trece și Sadoveanu. În timpul alegerilor din 1927, câștigă un loc de deputat din partea județului Bihor. După alegerile din 1931, ocupă un loc de senator din partea județului Iași. În perioada cabinetului țărănist, condus de Nicolae Iorga, Sadoveanu este președinte al Senatului României. Numirea sa în funcție a fost justificată prin statutul de personalitate culturală. În această perioadă face parte din Partidul Național Liberal-Brătianu, un partid de dreapta în opoziție cu principala grupare Național-Liberală. În paralel, începe să contribuie la cotidianul de stângaAdevărul.
În 1928 publică Hanul Ancuței, o lucrare remarcabilă aparținând perioadei de maturitate a scriitorului, care cuprinde nouă povestiri, îmbinare măiastră a genului epic și liric.
Între 1927 și 1930 a fost Venerabilul Lojii masonice ieșene „Dimitrie Cantemir”,, iar din 1932 al Lojii „Moldova”, din același orient. Între 1930 și 1935 a îndeplinit următoarele demnități masonice: „Mare Maestru Adjunct al Marii Loji Naționale din România (MLNR), Pro Mare Maestru al MLNR, Mare Maestru al MLNR și Mare Maestru al Franc-Masoneriei Române Unite. Fratele său, Vasile Sadoveanu, de profesie inginer agronom, a fost, de asemenea, mason.

### Anii '30. Al Doilea Război Mondial

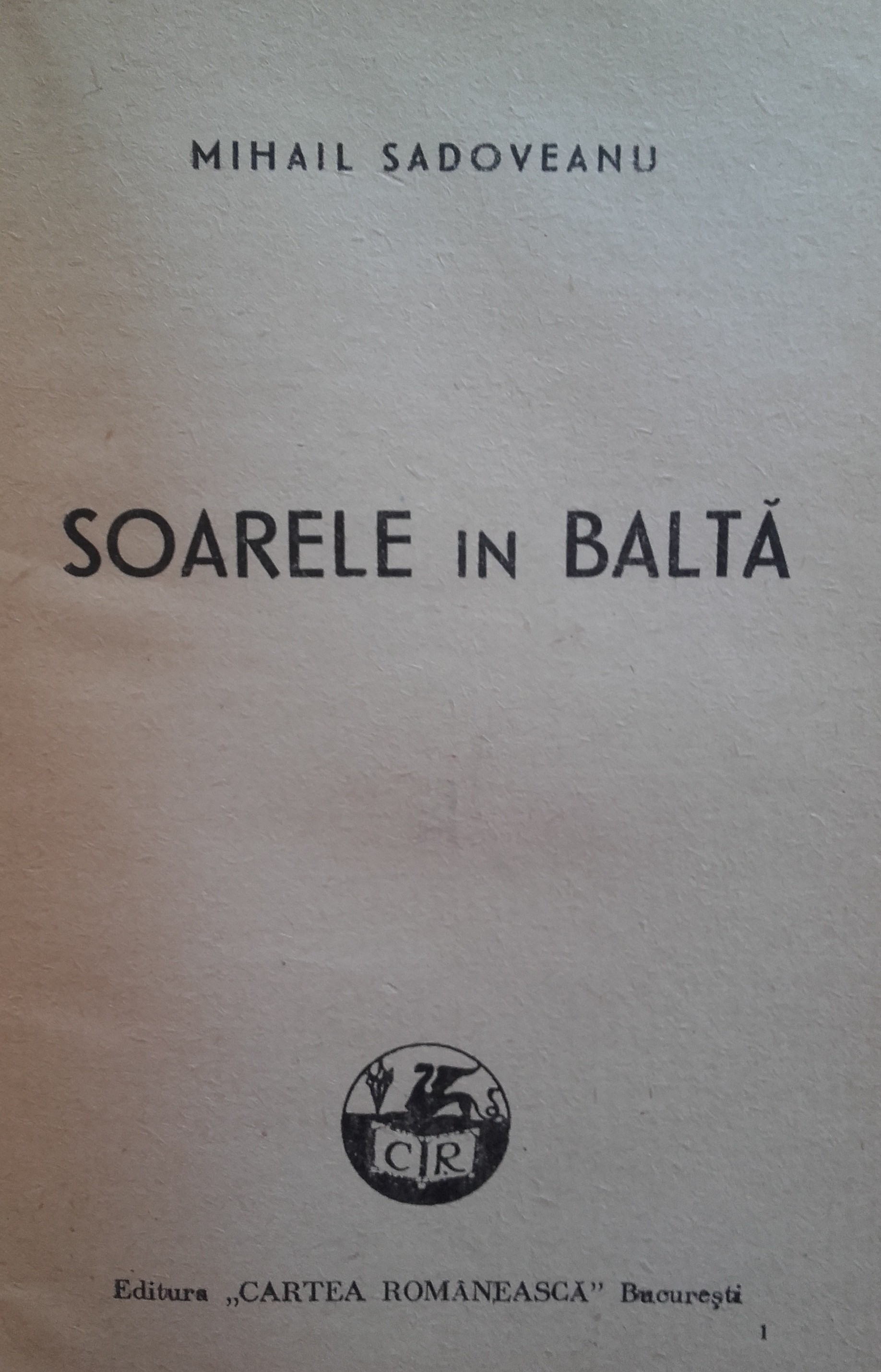
Prima pagină a volumului „Soarele în baltă”

Își publică lucrările într-un ritm accelerat, culminând cu primul volum din trilogia sa istorică Frații Jderi (Ucenicia lui Ionuț), publicat în anul 1935. În 1936, preia direcția ziarului Adevărul și a ediției sale matinale, Dimineața. Alături de George Topârceanu, Mihai Codreanu și Grigore T. Popa editează, începând cu luna ianuarie, revista lunară Însemnări ieșene. La moartea lui Garabet Ibrăileanu, Mihail Sadoveanu va evoca cu cuvinte elogioase personalitatea criticului literar și redactorului revistei Viața românească. În această perioadă este implicat într-o dispută publică cu presa fascistă și cea de extremă dreapta, contracarând atacurile acestora în ziarele proprii. Susținători ai extremei drepte organizau în public arderea volumelor sale. Scandalul s-a prelungit și în următorii ani, Sadoveanu având în acest sens sprijinul prietenilor săi din lumea literară. Printre ei se află și Topîrceanu, care la acea dată era internat în spital, și care l-a susținut până la moartea sa, cauzată de un cancerul hepatic. În septembrie 1937, ca semn de solidaritate și de apreciere a muncii sale, Universitatea din Iași îi oferă lui Mihail Sadoveanu titlul de doctor honoris causa.
La sfârșitul anilor '30 se retrage din viața politică, din cauza dictaturilor de dreapta prin care trecea România, dar revine la începutul anilor '40, oferindu-și sprijinul Regelui României Carol al II-lea și formațiunii politice înființate de acesta, Front al Renașterii Naționale, care încerca să blocheze venirea la putere a grupării radicale fasciste Garda de Fier. Regele îl numește membru al restrânsului senat corporatist. În 1940, Editura Fundațiilor Regale îi publică primul volum de Opere. După ce Conducătorul Ion Antonescu înlătură Garda de Fier în timpul rebeliunii legionare și își stabilește propriul regim fascist, Sadoveanu rămâne apolitic și este din ce în ce mai prezent în viața publică, ținând prelegeri pe teme culturale pentru postul național de radio. După publicarea în 1942 a ultimei părți a trilogiei Frații Jderi, Sadoveanu se retrage din nou, la cabana sa de vânătoare de la Oașa, pe Valea Frumoasei, alături de care construise și o bisericuță; acest loc i-a servit ca inspirație pentru povestirile din volumele Valea Frumoasei, Ochi de urs și Poveștile de la Bradu-Strâmb. În timpul acestor ani, scriitorul o întâlnește pe Valeria Mitru, o jurnalistă feministă mai tânără ca el, cu care, după o scurtă perioadă de timp, se căsătorește.
În august 1944, prin Lovitura de stat de la 23 august 1944, România a întors armele, trecând de partea aliaților, trupele române luptând cu sau fără voie alături de Armata Roșie. Paul-Mihu Sadoveanu a murit pe front, la 22 septembrie, în Transilvania. Conform Profirei Sadoveanu, durerea resimțită de scriitor l-a împiedicat pentru totdeauna să scrie cel de-al patrulea și ultim volum al Fraților Jderi. Tot în 1944, Sadoveanu candidează la președinția Societății Scriitorilor Români, dar este învins de Victor Eftimiu. Cea de-a patruzecea aniversare a debutului său este sărbătorită printr-o ceremonie specială la Academie, unde Tudor Vianu susține un discurs prin care realizează o retrospectivă a întregii opere a confratelui său.

### Sistemul comunist și ascensiunea politică

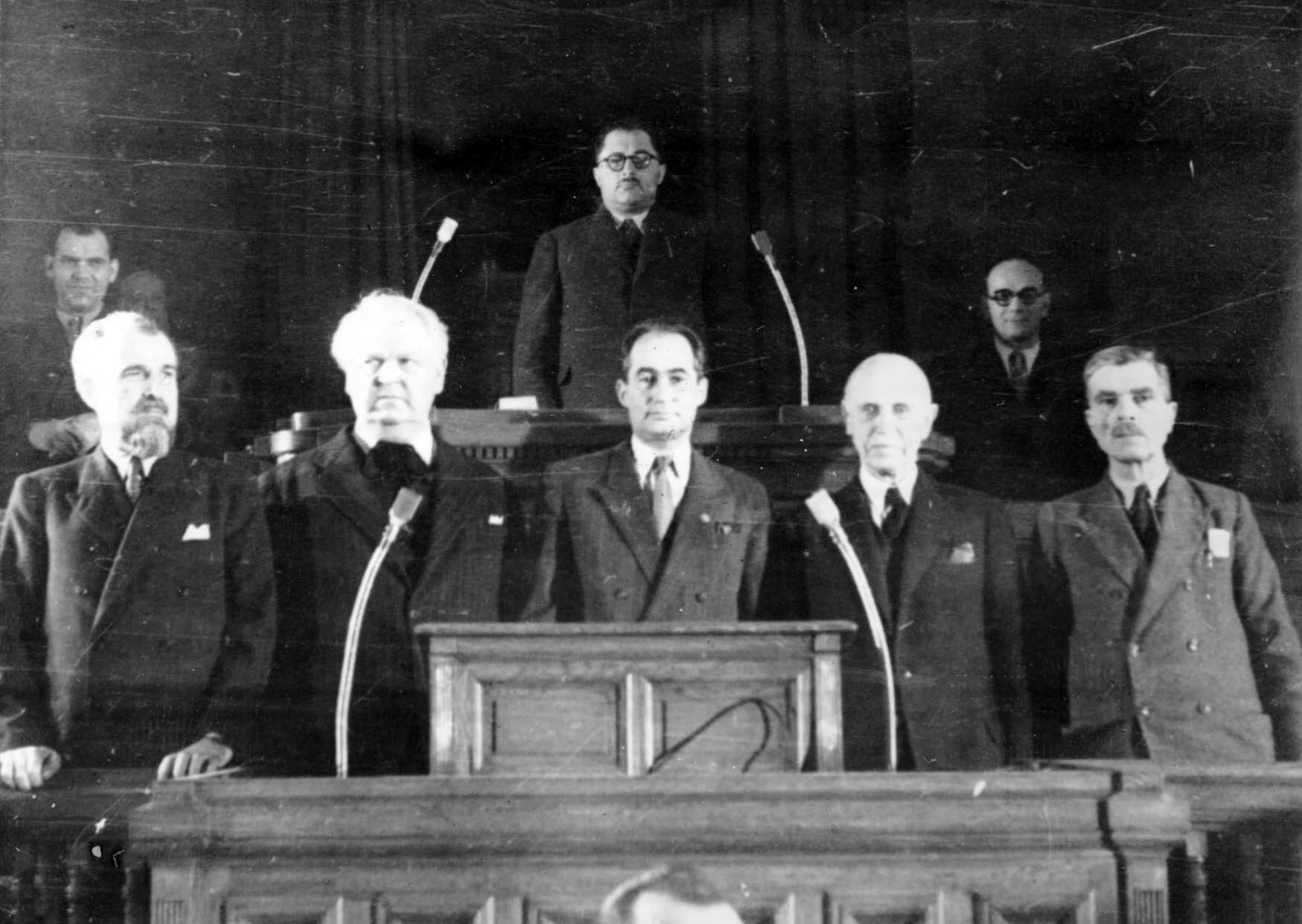
Prezidiul Provizoriu al Adunării Deputaților în 1948. De la stânga la dreapta: Ștefan Voitec, Sadoveanu, Gheorghe Stere, Constantin Ion Parhon, Ion Niculi

După preluarea puterii de către sistemul comunist, Sadoveanu a sprijinit noile autorități, trecând de la propria versiune de realism la doctrina comunistă a realismului socialist. Aceasta a dus la colaborarea cu Asociația Română pentru strângerea Legăturilor cu Uniunea Sovietică (ARLUS), condusă de medicul endocrinolog, ulterior academician Constantin Ion Parhon. Scriitorul îndeplinește rolul de gazdă pentru delegațiile sovietice conduse de Andrei Vîșinski și Vladimir Kemenov în timpul vizitelor lor din 1944, după care devine președintele „secției literare și filosofice” a ARLUS (secondat de Mihai Ralea și Perpessicius). În februarie 1945, el se alătură lui Parhon, Alexandru Rosetti, compozitorului George Enescu, biologului Traian Săvulescu și matematicianului Dimitrie Pompeiu într-un protest împotriva politicilor culturale promovate de primul ministru Nicolae Rădescu și a cabinetul său, pentru a-l discredita pe anti-comunistul Rădescu și pentru a-l face să plece de la putere. După iunie 1946, Sadoveanu devine editor al revistei literare a asociației, Veac Nou, alături de Ion Pas, Gala Galaction, Horia Deleanu, Octav Livezeanu și N. D. Cocea.
Schimbările literare și politice ale lui Sadoveanu devin vizibile publicului în martie 1945, în timpul conferinței publice despre Stalin care a avut loc la București, fiind doar una din conferințele pe care le-a ținut la nivel național. Discursul său, intitulat Lumina vine de la Răsărit, este o încercare de a îmbunătăți imaginea stalinismului în România. ARLUS va publica în același an textele acestor conferințe într-un singur volum. Tot în 1945, Sadoveanu călătorește prin Uniunea Sovietică împreună cu profesorii Parhon, Săvulescu, sociologul Dimitrie Gusti, lingvistul Iorgu Iordan, și matematicianul Simion Stoilow, fiind invitat de Academia Rusă de Științe să ia parte la cea de-a 220-a aniversare a înființării ei. Sunt vizitate colhozuri și creșe, și au loc discuții cu agronomul Nicolai Tsitsin, un apropiat al lui Stalin. La întoarcere, scriitorul publică alte texte controversate și ține discursuri prin care laudă sistemul sovietic. În același an, Editura Cartea Rusă a ARLUS a mai publicat, printre altele, și traducerea volumului Scheciurile unui sportiv de Ivan Turgenev , făcută de Sadoveanu.
În timpul alegerilor măsluite din 1946, Sadoveanu a fost candidat al Blocului Partidelor Democratice (BPD) în colegiile din București, câștigând un loc în noul Parlament al României, cel unificat. În prima sesiune, cea din decembrie 1946, este ales președintele Parlamentului. Locuiește la Ciorogârla, primind din partea statului o vilă deținută anterior de jurnalistul Pamfil Șeicaru, de orientare fascistă. Această decizie a fost considerată de Partidul Național-Țărănesc drept corupție politică, atrăgându-i lui Sadoveanu porecla de „Contele de Ciorogârla”.
În 1948, după abdicarea Regelui Mihai și instalarea regimului comunist la putere, Sadoveanu primește cele mai înalte poziții care au fost acordate vreodată unui scriitor român, însoțite de beneficii materiale substanțiale. Între anii 1947-1948, el, alături de Parhon, Ștefan Voitec, Gheorghe Stere, și Ion Niculi, devine membru al Prezidiului ales de BPD. A rămas membru al noii Academii a Republicii Populare Române, și, alături de alți intelectuali pro-sovietici, este ales în conducerea acesteia.

### Ultimii ani, boala și moartea

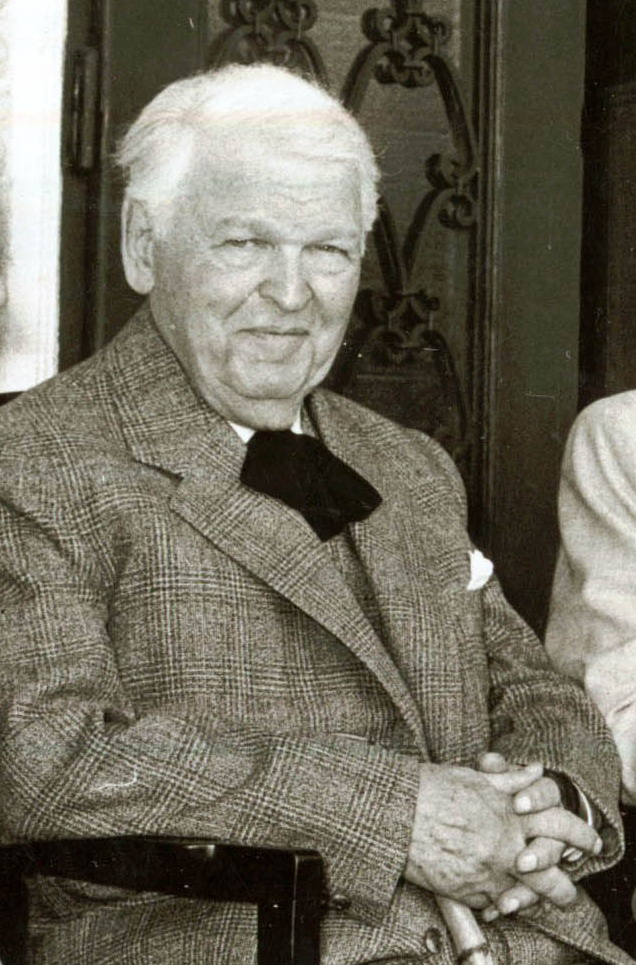
Sadoveanu în ultimii ani de viață

După ce Societatea Scriitorilor a fost reorganizată în Uniunea Scriitorilor din România în 1949, Sadoveanu devine președintele de onoare al acesteia. Apoi, în 1950, este numit președintele ei, înlocuindu-l pe Zaharia Stancu. Conform scriitorului Valeriu Râpeanu, această numire a fost un semn al marginalizării lui Stancu după excluderea sa din Partidul Comunist Român, Uniunea Scriitorilor fiind în acea perioadă condusă de fapt de Primul Secretar, poetul comunist Mihai Beniuc. Sadoveanu și Beniuc au fost realeși la primul congres al uniunii (1956). Între timp, Sadoveanu publică mai multe volume realist-socialiste, printre care și Mitrea Cocor (după unele surse scris de Dumitru Ciurezu și modificat de Sadoveanu), prin care se apreciau și încurajau politicile de colectivizare. Romanul este publicat în 1949 și îi aduce lui Sadoveanu primul Premiu de Stat pentru proză.
În această perioadă, Sadoveanu este implicat în campaniile culturale susținute de noul regim. În luna iunie a anului 1952, devine președinte al Consiliului Științific al Academiei, cel care va modifica alfabetul limbii române. Astfel, se renunță la litera â, fiind înlocuită cu î (scriere preferată de Sadoveanu în primele sale lucrări).
A prezidat ședința secției Academiei pentru știința limbii, literatură și artă, care, potrivit cu linia partidului împotriva "artei formaliste", a refuzat ca sculpturile lui Constantin Brâncuși să-i rămână statului român. Luările de poziție cele mai vehemente au fost cele ale lui Ion Jalea și George Călinescu 
Se implică în mișcarea pentru pace din Blocul Estic, conducând Comitetul Național pentru Apărarea Păcii într-o perioadă în care Uniunea Sovietică dorea să portretizeze inamicii din Războiul rece ca instigatori de război și vinovați unici pentru proliferarea armelor nucleare. Este reprezentantul României la Consiliului Mondial al Păcii, primind, în 1951, Premiul Internațional pentru Pace. Din postura de parlamentar, Sadoveanu face parte din comitetul însărcinat cu elaborarea noii constituții din 1952, care, în formă finală, reflecta influențele sovietice și asimilarea stalinismului în discursurile politice românești. În martie 1953, la puțin timp după moartea lui Stalin, scriitorul conduce mai multe ședințe ale Uniunii Scriitorilor, discutând despre noile directive culturale ale URSS date de Georgy Malenkov, și manifestându-se împotriva tinerilor autori care nu au renunțat la proletcultism. În noiembrie 1955, la puțin timp după ce împlinește vârsta de 75 de ani, scriitorului i se conferă titlul de Erou al Muncii Socialiste. După 1956 regimul a anunțat o ușoară destalinizare, continuând să-l recomande pe Mihail Sadoveanu ca unul din cele mai importante modele culturale ale regimului.
Scriitorul donează în 1950 Casa cu turn statului român, și se mută înapoi în București, unde deține o casă în apropierea Muzeului Zambaccian.
Între 7 și 11 ianuarie 1958, Sadoveanu, Ion Gheorghe Maurer și Anton Moisescu sunt președinții interimari ai Prezidiului Marii Adunări Naționale, funcție care îl propulsează vremelnic pe scriitor în poziția de șef al statului. Contribuțiile literare, dar și afinitățile sale politice, fac să i se acorde, în 1961, „Premiului Lenin pentru Pace”.
Suferă un infarct care îi afectează vorbirea și îl lasă aproape orb. Este îngrijit de o echipă de medici condusă de Nicolae Gh. Lupu. Familia Sadoveanu se retrage în zona Neamțului, locuind într-o vilă aflată în apropierea Schitului Vovidenia și a localității Vânători-Neamț. Este vizitat periodic de prieteni din literatură și politică, printre care și Alexandru Rosetti. Mihail Sadoveanu a murit în 19 octombrie 1961, la ora 9 dimineața, la București și a fost înmormântat pe 21 octombrie la Cimitirul Bellu din București. Casa din apropierea Schitului Vovidenia este astăzi un muzeu dedicat scriitorului, Casa Memorială „Mihail Sadoveanu”.
După moartea soțului ei, Valeria Sadoveanu s-a stabilit în apropierea Mănăstirii Văratec, unde a organizat un cerc literar informal și un grup ortodox de rugăciune, la care au luat parte istoricul literar Zoe Dumitrescu-Bușulenga și poeta Ștefana Velisar Teodoreanu, dedicându-și viața apărării comunității de călugărițe. Ea a mai trăit timp de 30 de ani după moartea soțului ei.

## Contribuții literare

### Context
Unul din liderii generației sale, și unul din cei mai reprezentativi scriitori români, Mihail Sadoveanu este totodată recunoscut pentru calitățile sale de povestitor, scrierile despre natură și descrieri ale mediului rural. Autor prolific, a publicat peste 100 de volume individuale (120 conform revistei americane Time). Contemporanii săi l-au plasat pe Sadoveanu alături de Liviu Rebreanu și Cezar Petrescu, aceștia fiind considerați în perioada interbelică, în ciuda diferențelor de stil și abordare, mari romancieri. Criticul Ovid S. Crohmălniceanu le descrie activitatea, concentrându-se pe ilustrarea vieții rurale, fiind totuși părtinitor, semn că perioada interbelică a fost una agitată, în timp ce istoricul literar Marcel Cornis-Pope îi consideră pe Sadoveanu și Rebreanu „cei mai importanți romancieri ai primei jumătăți a secolului al XX-lea” din România. În 1944, Tudor Vianu îl considera pe Sadoveanu „cel mai important scriitor român pe care îl are România [în prezent], primul dintre cei de-o seamă cu el.”
Subliniind originalitatea în contextul literaturii române și considerându-l unul din scriitorii care militau pentru „tendința națională” (opusă moderniștilor cosmopoliți), George Călinescu a mai notat că, printre multele sale povești și romane, Sadoveanu împrumută din stilul predecesorilor și contemporanilor săiIon Luca Caragiale, Ioan Alexandru Brătescu-Voinești, Emil Gârleanu, Demostene Botez, Otilia Cazimir, Calistrat Hogaș, I. A. Bassarabescu și Ionel Teodoreanu. De asemenea inclusă în acest curent, „proza lui Emil Gârleanu e un ecou sintetic din N. Gane, M. Sadoveanu, Bratescu-Voinesti si I. Bassarabescu”, „Gârleanu e departe de a avea mijloacele poetice ale lui Sadoveanu, pe care totuși l-a umbrit fără dreptate.” Cornis-Pope crede că proza lui Sadoveanu este o continuare a „narațiunii naționale” explorată anterior de Nicolae Filimon, Ioan Slavici și Duiliu Zamfirescu, în timp ce istoricii literari Vianu și Zigu Ornea menționează că Sadoveanu s-a inspirat și din temele și genurile abordate de autorul junimist Nicolae Gane. În tinerețe, Sadoveanu l-a admirat și i-a colecționat lucrările lui N. D. Popescu-Popnedea, un autor prolific de almanahuri, romane istorice și de aventură. Trecerea sa la realism a fost inspirată de citirea operelor lui Gustave Flaubert și în special ale lui Nikolai Gogol. Sadoveanu și Gane au fost indirect influențați de diplomatul rus Wilhelm von Kotzebue, autor al poveștii cu temă românească Laskar Vioresku.
În accepțiunea lui Vianu, creațiile lui Sadoveanu au însemnat o revoluție artistică în cadrul școlii locale realiste, comparabilă cu adoptarea perspectivei de către artiștii renascentiști. Interesul lui Mihail Sadoveanu pentru lumea satului și viziunile sale asupra tradițiilor au făcut subiectul unor dezbateri în cercurile moderniste. Inițiatorul modernismului în România, Eugen Lovinescu, care a încercat sincronizarea unei literaturi urbane cu cea europeană, a fost unul din cei mai mari critici ai lui Sadoveanu. Totuși, Sadoveanu a fost bine primit de adversarii lui Lovinescu: Perpessicius și editorul Contimporanului Ion Vinea, care, în căutarea autenticității literare, credea în reducerea decalajului dintre avangardism și folclor. Această opinie a fost împărtășită și de istoricul literar suedez Tom Sandqvist, care vedea în opera lui Sadoveanu ca puncte de legătură cu modernismul interesul lui în elemente păgâne și elemente absurde ale folclorului local. Într-o dispută despre specificul național, și parțial ca răspuns la cererea lui Vinea, eseistul și poetul modernist Benjamin Fondane a susținut că, în semn de apreciere față de cultura română, cu care a venit în contact „sufletul lui Sadoveanu poate fi ușor redus la sufletul slav”.

### Caracteristici
Personalitatea și experiența lui Sadoveanu au jucat un rol important în formarea stilului său literar. După căsătoria din 1901, Mihail Sadoveanu a adoptat ceea ce Călinescu numea stilul de viață „patriarhal”. Călinescu menționează că Sadoveanu și-a educat personal pe cei mai mulți dintre copiii săi, folosing chiar și biciul. Un epicureist, scriitorul era gospodar, vânător înrăit, pescar și amator de șah. Colegul său, epigramistul Păstorel Teodoreanu, spunea despre el că este un om cu gusturi culinare rafinate, care ținea la bucătăria românească și vinul românesc. Stilul de viață era în strânsă legătură cu interesele sale literare; personajele principale din romanele sale duceau o viață retrasă și rudimentară (Călinescu face legătura cu dorința scriitorului pentru „întoarcerea la vremurile patriarhale”), Operele sale sunt apreciate pentru prezența naturii și pentru descrierile amănunțite ale festinurilor ritualice, ale partidelor de vânătoare și de pescuit.

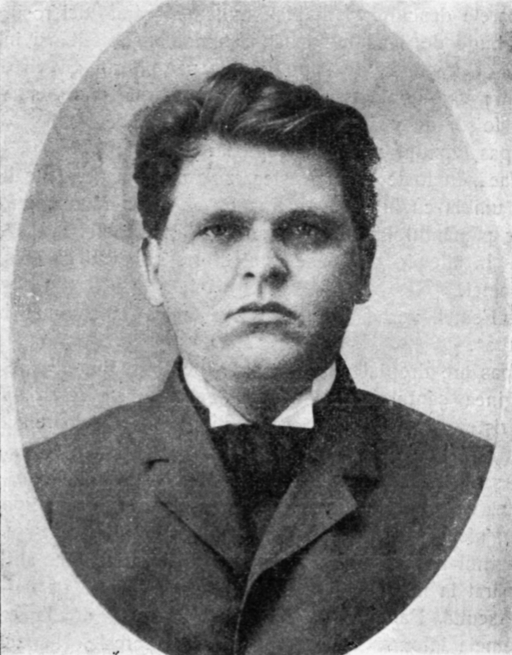
Mihail Sadoveanu

Călinescu consideră că valoarea acestor descrieri a crescut în timp, și că autorul, odată ce a renunțat la liricizare, le-a folosit ca „un mijloc pentru simțuri pentru a se bucura de formele pe care natura le oferă omului.” A mai adăugat că estetica lui Sadoveanu amintește de arta Epocii de Aur din Olanda: „S-ar putea spune că Sadoveanu reclădește în Moldova zilelor noastre [...] ulcioarele cu vin olandeze și mesele pline cu vânat și pește.” Vianu susține că Sadoveanu nu a folosit descrierea numai pentru rolul ei estetic, ea fiind des prezentată într-o manieră impresionistă, primind un rol specific, chiar discret, în cadrul operelor, servind la elaborarea acțiunii. Tradiționalistul Garabet Ibrăileanu, referindu-se la scrierile lirice despre natură ale lui Sadoveanu, a declarat că scriitorul a reușit să „depășească natura”. La polul opus, modernistul Eugen Lovinescu s-a opus cu fermitate descrierilor 
unor peisaje primordiale, considerând că, deși a adoptat ideologia realistă, rivalul său era prea influențat de romantism. Atitudinea lui Lovinescu, după cum nota criticul Ion Simuț, se datora parțial faptului că Sadoveanu a avut de la început și de câștigat și de pierdut din înregimentarea sa temporară în sămănătorismul lui Iorga. În 1962, în cadrul revistei Time apare un articol în care scrie că stilul său era „învechit”, fiind mai aproape de cel al lui Leo Tolstoi și Ivan Turgenev, „deși nu are puterea sau abilitățile niciunuia dintre ei.” Și pentru Călinescu și Vianu, Sadoveanu este un creator cu înclinații romantice vădite, care amintesc de cele ale lui François-René de Chateaubriand. Spre deosebire de Lovinescu, Vianu considera aceste înclinații ca neavând un efect negativ pentru arta lui Sadoveanu.
Văzută de criticul literal Ioan Stanomir ca marcată de „volubilitate”, și astfel contrastând cu natura sa cunoscută de taciturn și de aparentă amărăciune, forma limbii române utilizate de Mihail Sadoveanu, în special cea folosită în romanele istorice, a fost apreciată pentru folosirea arhaismelor și abordarea inventivă a lexicului românesc. Împrumutând adesea idei și mijloace de expresie din
cronicile moldovene ale lui Ion Neculce și Miron Costin, autorul îmbină cu creativitate mai multe dialecte regionale și registre lingvistice, îndepărtându-se de simpla imitație a limbajului istoric. Povestite în general la persoana a treia, în cărțile sale nu se regăsesc diferențe între limbajul folosit de povestitor și cel folosit de personaje. Conform lui Călinescu, Sadoveanu are „o capacitate de a vorbi autentic enormă”, asemănătoare cu cea a lui Caragiale și a lui Ion Creangă. Scriitorul însuși era fascinat de „elocvența” oralității rudimentare, și în special a discuțiilor băieșilor pe care le-a auzit în timpul călătoriilor sale. Pornind de la observațiile făcute de mai mulți critici, care au lăudat, în general, calitățile poetice ale prozei lui Sadoveanu, Crohmălniceanu a vorbit în detaliu despre rolul romancierului moldovean în remodelarea limbajului literar. Această contribuție deosebită a fost descrisă pentru prima dată la începutul secolului al XX-lea, când Sadoveanu a fost aclamat de către Titu Maiorescu pentru adaptarea stilul său de a scrie la mediul social și de circumstanțele poveștilor sale. Cu toate acestea, Vianu constată că scrierile din ultima perioadă a vieții lui Sadoveanu au tendința de a lăsa mai mult spațiu pentru neologisme, prezente în mare parte în acele pasaje în care vocea naratorului ia cuvântul.
Un alt element unificator în creația lui Sadoveanu este recurgerea la tipuri literare. Încă din 1904, Maiorescu l-a lăudat pe tânărul povestitor pentru descrierea precisă a personajelor conform perioadei istorice în care trăiau. Tudor Vianu a subliniat că, spre deosebire de mulți dintre predecesorii săi realiști, Sadoveanu îl vedea pe țăranul român ca pe „un tip superor de om, un om eroic”. El a mai adăugat că: „simplu, în sensul că acești oameni sunt mișcați de câteva dispozitive [care] coincid cu instincte fundamentale ale omenirii, [ei] sunt, în general, misterioși.” În aceeași notă, Sadoveanu creează, de asemenea, înțelepți populari, ale căror opinii cu privire la viata sunt de o natură umanistă naturii, și de multe ori descris în contrast cu principiile raționalismului raționalist ale culturii occidentale. Comentând pe baza acestui aspect, prietenul lui Sadoveanu, George Topîrceanu, credea că opera lui Sadoveanu a depășit noțiunile mai intelectuale [și] mai mult artificiale ale „tipologiilor”, și că „el creează [...] oameni.” Subiectul principal al operei sale ulterioare, susține Sandqvist, a fost „o lume arhaică în care fermierii și proprietarii de pământ erau oameni liberi, cu drepturi egale” (sau, conform lui Simuț, „o utopie a eroismului arhaic”).
Astfel, Călinescu consideră că opera lui Sadoveanu pare să fie o creație monolitică, prin care „un singur om” reflectă „o singură natură, universală, locuită de un singur tip de om”, și a aduce aminte de o viziune similară a completitudinii arhaice așa cum se găsește în literatura poetului Mihai Eminescu. Asemănarea cu viziunea lui Eminescu de „nostalgie, întoarcere, protest, cerere, aspirație spre o lume [rurală] pe care a părăsit-o” a fost, de asemenea, menționată de Vianu, în timp ce Topîrceanu vorbea despre „descoperirea paradoxală că [Sadoveanu] este cel mai mare poet de la Eminescu încoace.” Mihail Sadoveanu și-a format viziunile tradiționaliste asupra literaturii investigând folclorul românesc, pe care l-a evocat ca sursă de inspirație în cadrul unui discurs ținut în fața altor scriitori de la Academia Română. George Călinescu, în a sa monumentală lucrare, Istoria literaturii române de la origini până în prezent (1941), considera că felul lui Sadoveanu de a fi se reflectă și în opera sa. „Omul însuși personifică în chipul cel mai izbitor opera: voinic, trup mare, cap voluminos, gesturi cumpănite de oier, vorbire îmbelșugată dar prudentă și monologică, ocolind disputa; însă lăsarea în jos a gurii, zâmbetul împietrit al feții, aduc pe față o nepăsare ferină; ochii nelămuriți, reci, venind de departe și trecând peste prezent, sunt ai unei rase necunoscute. Într-un articol din 1930, G. Călinescu scria în 1937 în „Adevărul literar”: „Îl cred foarte necultivat”, atitudine contestată de alți istorici literari. Alexandru Paleologu îl consideră o
figură proeminentă a intelectualității vremii, „cel mai intelectual scriitor de la Eminescu încoace”, în timp ce însemnările sale private arată că el era un om citit, bine familiarizat cu literaturile din mai multe țări. Deși considerat un scriitor spontan, Sadoveanu a întâmpinat greutăți în elaborarea poveștilor sale și în cercetările contextului istoric, păstrând multe dintre detaliile investigațiilor sale în jurnalele personale.

### Debut
Volumul său de debut, Povestiri, a fost apreciat de George Călinescu ca fiind un volum care cuprinde toate temele care vor fi dezvoltate în romanele ulterioare. Totuși, el le consideră pe unele „ciudate”, arătând că Sadoveanu avea probleme în dezvoltarea narațiunii. Aceste scrieri cuprind în principal episoade din viața boierilor, arătând felul în care se înțeleg între ei, cum se poartă cu servitorii și cu țara lor. Într-una dintre povești, intitulată Cântecul de dragoste, Sadoveanu abordează problema robiei, ilustrând moartea unui rob țigan care a fost ucis de stăpânul său gelos, în timp ce în Răzbunarea lui Nour, un boier refuză să facă pace cu Dumnezeu până când moartea fiului său va fi răzbunată. Alte fragmente se ocupă doar cu existența izolată a țăranilor: de exemplu, în Într-un sat odată, un bărbat misterios moare într-un cătun din Moldova, iar localnicii, în imposibilitatea de a-i descoperi identitatea, îi vând calul. În Năluca, acțiunea se desfășoară în jurul conflictului dintre doi bătrâni care încearcă să-și ascundă trecutul rușinos. George Călinescu observă că, în special în Năluca, Sadoveanu începe să exploreze tehnica discontinuității în contribuțiile sale literare. „Mijlocul tehnic, de pe acum caracteristic al autorului, de a sugera mocnirea sub cenușă a pasiunilor e o respirație contemplativă în care se evocă un element stătător: natura vie ori moartă.”
Următoarea colecție de povești scurte, Dureri înăbușite, se bazează pe natura moartă și duce opera sa în direcția realismului socialist și a naturalismului (Călinescu presupune că Sadoveanu a împrumutat această caracteristică de la scriitorul francez Émile Zola sau de la Alexandru Vlahuță). Pentru Călinescu, această alegere a fost una cu „efecte dăunătoare” pentru opera lui Sadoveanu, considerând că Dureri înăbușite este „poate cea mai slabă” dintre colecțiile sale de povestiri. În opinia lui Lovinescu, înclinațiile lui Sadoveanu asupra naturalismului nu însemna că poveștile sale trebuie să fie obiective. Lucrările redau momente dramatice ale existenței individuale. În Lupul, un animal este urmărit și prins de un grup de țărani; personajul eponim din Ion Ursu pleacă din sat pentru a deveni proletar, și devine alcoolic; ucenicul din Sluga nu este capabil să se răzbune pe maistrul său la momentul potrivit; în Doi feciori, un boier ajunge să țină la fiul său ilegitim, care lucra pe moșia sa și nu își cunoștea tatăl.
În 1905 Sadoveanu publică și Povestiri din război, care cuprinde scene din viața soldaților români care au luptat în Războiul de Independență. Împotrivindu-se unor serii de exagerări regăsite în carte, revista Time apreciază totuși că „uneori el are abilitățile necesare pentru un scriitor de a face povești captivante chiar și despre un război învechit”. Concluzia ei este că „Scheciurile lui Sadoveanu au virtuțiile - și viciile - unor imprimeuri vechi de vânătoare și ale unor scene de luptă din perioada romantică a secolului al XIX-lea.”

### Primele teme majore

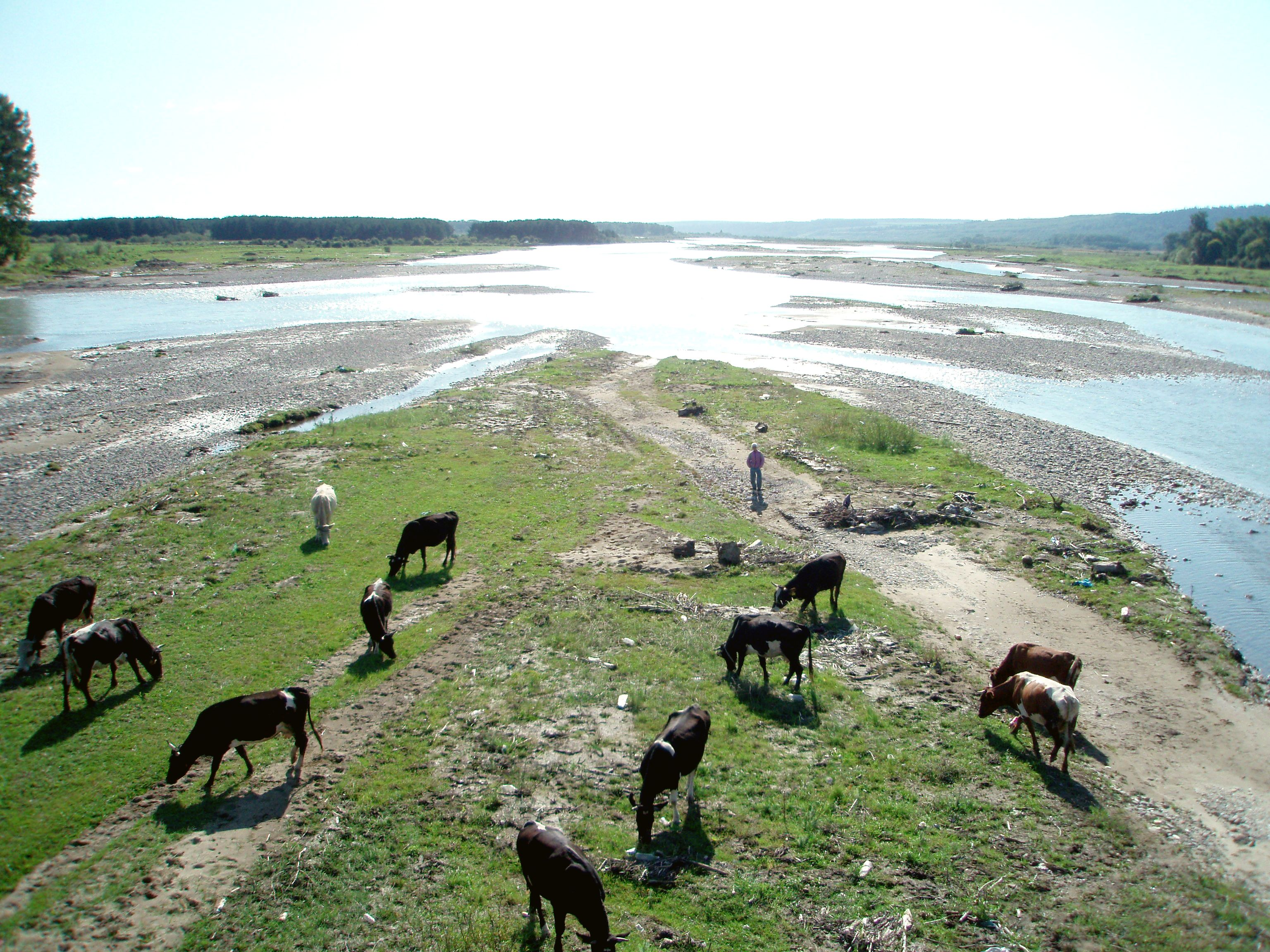
Valea râului Moldova, locul unde are acțiunea în Crâșma lui Moș Petcu

Sadoveanu revine la perspectiva sumbră a vieții în volumul Crâșma lui Moș Petcu, unde descrie viața satului neperturbată de factorii externi. Casa lui Petcu, stabilită pe malul râului Moldova, este un loc liniștit, vizitat de drumeți. „Oamenii au în tăcere și în violență o mecanică lentă, stereotipică, ca unii ce nu pot cuprinde în ei decât o singură dramă. În desfășurarea ca de ceasornic a poveștii lor unice, prozatorul folosește din ce în ce mai mult o limbă mai magistrală.” Călinescu mai aprecia la Crâșma lui Moș Petcu și descrierea naturii, a cărui scop este cel de a evoca „eternitatea indiferentă” a conflictelor dintre protagoniști, și care, uneori, se bazează, pe „o mare bogăție de sunete și cuvinte.” I-a reproșat scriitorului „o oarecare monotonie”, concluzionând că Sadoveanu ajunge să folosească aceste tehnici în aproape toate operele sale ulterioare.
Totuși, poveștile lui Sadoveanu din această perioadă au revenit de multe ori la o perspectivă naturalistă, în special în seria de scheciuri și nuvele care dezvăluie viețile modeste duse de angajații Căilor Ferate Române, ai tinerilor înrolați în Armata Română, sau a femeilor de boieri care seduc adolescenți, sau provinciala mică burghezie. Altele fac referire la credințele unor oameni cu puțină carte în legătură cu autoritățile vremurilor: un țăran crede cu încăpățânare că Mica Unire din 1859 dintre Țara Românească și Moldova a fost făcută pentru a asigura supremația clasei sale sociale; o tânără femeie dintr-o clasă socială inferioară este menită să se căsătorească cu un boier din interes dar ajunge să aleagă o viață liberă; și un țigan dezertează din armată după ce i se spune să facă baie. În La noi, la Viișoara, viața unui bătrân degenerează în avariție și bigotism, până în momentul când își înfometează soția până ce aceasta moare. Portretizarea pozitivă a haiducilor ca nelegiuitori cinstiți care încearcă să învingă nedreptățile feudale, repetă anumite stereotipuri care se regăsesc în folclorul românesc, prezente la personaje precum: Vasile cel Mare, Cozma Răcoare, Liță Florea etc. În opera intitulată Bordeenii, excentricii mizantropi conduși de diabolicul Sandu Faliboga, îi tâlhăreau pe cei care fugeau de autorități și a căror comportare semăna cu cea ale coloniștilor din America. Lepădatu, un copil nedorit, vorbește în numele întregului grup: „Ce aș putea să fac? [...] dacă oriunde sunt aceste târguri mari pline de oameni? Aș avea un timp mai bun cu vitele; cu ele am crescut și cu ele m-am obișnuit.” Romanticizând evenimente obscure ale perioadei medievale timpurii în Vremuri de bejenie, Sadoveanu 
schițează apărarea improvizată a unei comunități de refugiați, ultima lor redută în față de tătarilor nomazi.

### Hanu Ancuței,ȘoimiișiNeamul Șoimăreștilor

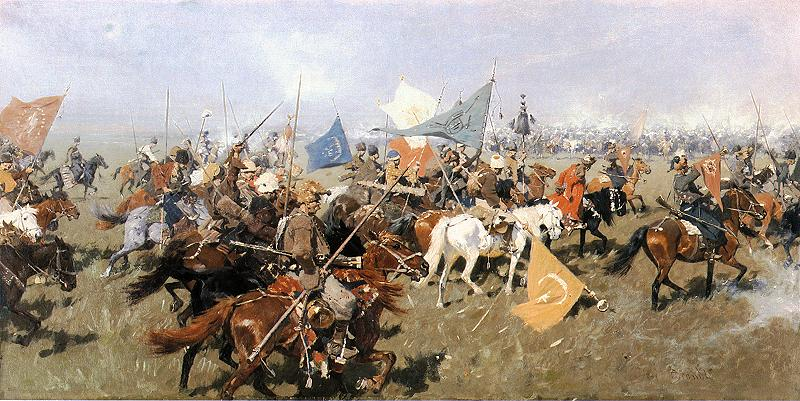
Întoarcerea cazacilor de Józef Brandt, inspirat din invaziile cazace din secolul al XVII-lea

Nuvela Hanu Ancuței, descrisă de George Călinescu ca fiind „capodopera idilicului jovial și a subtilității barbare”, și de Z. Ornea ca prima dovadă a „noii ere” a lui Sadoveanu, este o povestire în ramă de genul alegoriilor medievale precum Decameronul lui Giovanni Boccaccio și Povestirile din Canterbury ale lui Geoffrey Chaucer. Ea spune povestea unor drumeți care se întâlneau în hanul cu același nume. O mare parte din poveste se concentrează în jurul gusturilor culinare și a rețetelor comune, precum și cu contrastul general între civilizație și modalități rudimentare folosite de români: într-un episod din carte, un negustor lipscan îi uimește pe ceilalți protagoniști, atunci când el le spune despre mesele frugale și inovațiile tehnice ale Europei de Vest. Sadoveanu aplică aceeași tehnică narativă în Soarele în baltă, despre care Călinescu spunea că folosește un „stil mai complex”.
În Șoimii, primul roman istoric al lui Sadoveanu, personajul principal este Nicoară Potcoavă, un boier moldovean de la sfârșitul secolului al XVI-lea, care a devenit hatman al cazacilor zaporojeni și domnitor al Moldavei. Povestea, a cărei idei principale au fost trasate de Sadoveanu pe vremea când încă era un adolescent, se concentrează pe evenimentele timpurii din viața lui Nicoară, bazându-se pe povestea conform căreia el și fratele său Alexandru au fost frații domnitorului Ioan Vodă cel Cumplit, au încercat să-și răzbune fratele după ce a fost executat de către otomani. Profitând de situație, ei încearcă să îl ucidă și pe Ieremia Golia, un boier a cărui presupusă trădare a dus la capturarea domnitorului Ioan Vodă cel Cumplit, luând-o ca prizonieră pe fiica sa Ilinca.  Această poveste are mai multe episoade în care accentul se pune pe ilustrarea nelipsitelor festine, precum și un fragment în care Potcoavă și aliații lui, cazacii zaporojeni, se apucă de băut. Acoperind mai mulți ani din viața lui Nicoară, și culminând cu înlăturarea de la putere, narațiunea arată victoria sa împotriva pretendenților Petru Șchiopul și Golia, și prețul pe care l-a avut de plătit pentru ascensiunea sa. Alexandru, care se îndrăgostește de Ilinca, cere ca prizonierul Golia să nu fie ucis, însă fără succes. În urma asasinării, ambii frați devin amărâți și renunță la putere. Călinescu considera Șoimii un roman care este „încă ciudat”, menționând că Sadoveanu era la prima experiență cu acest gen de operă.

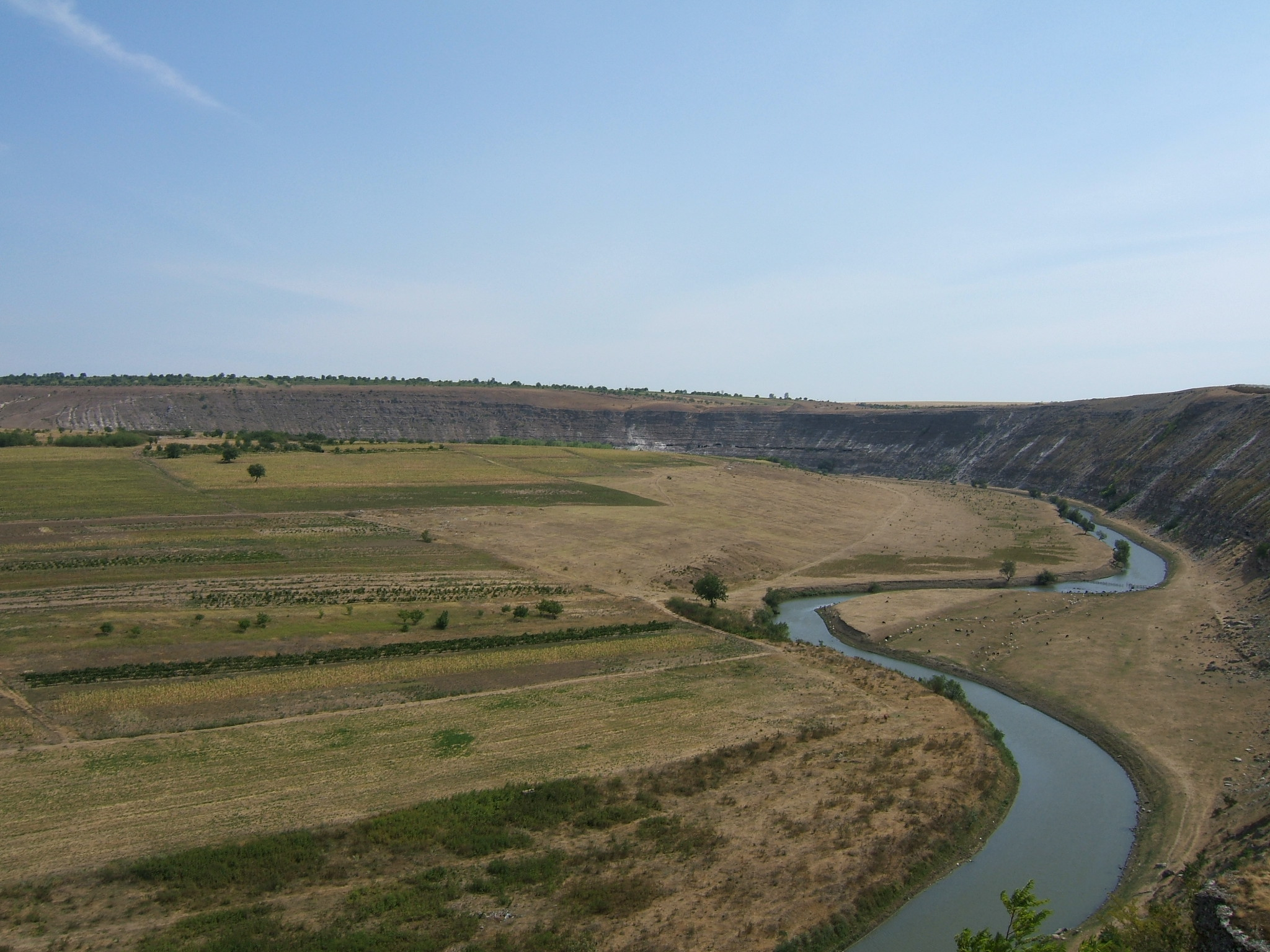
Viedere din zona Orhei, unde are loc o mare parte din acțiunea romanului Neamul Șoimăreștilor

Neamul Șoimăreștilor este un Bildungsroman publicat în 1915 al cărui personaj principal este Tudor Șoimaru. El s-a născut într-o familie de țărani liberi din zona Orheiului, și luptă în bătăliile din anul 1612 alături de Ștefan Tomșa în încercarea acestuia de a pune mâna pe tronul Moldovei. După ce participă la cucerirea Iașiului, se întoarce acasă și îl ajută pe boierul local Stroie să-și recupereze fiica, Magda, care a fost răpită de cazaci. Șoimaru, care ține la Magda, este înfuriat de vestea că tatăl ei i-a legat pe țărani de glie.

## Politică

### Naționalism și umanism
Implicarea lui Sadoveanu în politică a fost marcată de schimbări bruște în convingeri, trecând în timpul carierei de politician de la doctrinele de dreapta la cele de stânga de mai multe ori în viață. În strânsă legătură cu opiniile sale tradiționaliste cu privire la literatura de specialitate, dar în contrast cu apartenența sa politică la cabinetul Partidul Conservator și cel Liberal, Sadoveanu s-a alăturat grupurilor naționaliste de diferite doctrine, asociindu-se atât cu Nicolae Iorga în 1906, cât și cu grupul de stânga Poporanist de la Viața Românească. 
El a încercat să refacă relațiile dintre Iorga și poporaniști, însă fără succes. În anii 1910, tradiționalistul anti-Iorga Ilarie Chendi vedea în Sadoveanu unul dintre poporaniștii care promovau „vindecarea spirituală a poporului nostru, prin cultură.”
În această perioadă el a formulat o perspectivă rurală și naționalistă asupra vieții, respingând ceea ce el consideră că „lumea hibridă urbană” pentru „lumea realităților noastre naționale”. În analiza lui Călinescu, asta însemna că, la fel ca predecesorii săi, printre care și conservatorul Eminescu, Sadoveanu credea că orașele erau victime ale „categoriei suprapuse” de străini, în particular a celor de pe moșii. După Răscoala Țărănească din 1907, Sadoveanu a trimis un raport Ministrului Educației de la acea vreme, Spiru Haret, informându-l despre starea sistemului de educație de la țară și problemele pe care trebuiau să le înfrunte sătenii din Moldova. „Arendașii și proprietarii, fără deosebire de naționalitate, își bat joc de munca romanului. Toți surtucarii satului, primari, notari, scriitorași, mulg fără rușine, fără mila, aceasta vaca lăptoasă. Se adaogă la aceștia și preotul – care aproape în toate părțile (Moldovei – n.n.) e în discordie cu învățătorul”. Acesta – „care este un calic... sta lîngă țăran și lînga nevoile lui”, învățătorul fiind „un izolat”. Și de multe ori țăranii sînt cu preotul și cu ceilalți împotriva lui”. Cu Neamul Șoimăreștilor, problemele societății feudale și a mercantilismului și multe dintre restricțiile economice, devin una din temele principale din operele sale, care mai târziu aveau să-l înfățișeze pe Ștefan cel Mare ca primul campion al justiției sociale (Frații Jderi). În timpul Primului Război Mondial, Sadoveanu a aderat la rusofobia poporaniștilor și era împotriva Antantei, descriind politica națională a Imperiului Rus din Basarabia mult mai barbară ca dominația habsburgică a Transilvaniei. În 1916, a trecut brusc la tabăra pro-Antanta: entuziasmul său în calitate de ofițer de propagandă a fost atins de controverse odată ce România a înregistrat înfrângeri masive; Sadoveanu însuși a abandonat cauza Antantei de 1918, când a fost lăsat la vatră, și a continuat să susțină germanofilia lui Constantin Stere.
Călinescu îi vede pe Sadoveanu și pe Stere ca principalii ideologi ai Viața Românească, menționând că el a fost totuși „notoriu cunoscut pentru inconsecvență și oportunismul lui.” A mai scris că și Sadoveanu și Stere erau împotriva minorităților etnice, în special membrii ai comunității evreiești, pe care îi considera exploatatori, dar că, în calitate de umaniști, au avut o formă de „simpatie umană” față de evrei și străini luați individual. Aspectul poporanist al literaturii lui Sadoveanu a fost, de asemenea, subliniat de Garabet Ibrăileanu la sfârșitul anilor 1920, atunci când s-a referit la contribuțiile sale ca dovadă că cultura românească s-a reîntors cu succes la originalitatea sa specifică. În esență, Crohmălniceanu scrie că Sadoveanu a fost legat de Viața Românească prin susținerea specificului național, preferința sa pentru povestirea la scară largă, și viziunea sa de curățenie și de naturalețe a oamenilor.
Conform lui Z. Ornea, afilierea lui Sadoveanu la francmasonerie i-a format nu numai demofilia politică, dar, de asemenea, și a sa „Weltanschauung, și, din reflex, operele sale literare.” În consecință, după cum susține Ornea, Sadoveanu a devenit un susținător al democrației, o atitudine care l-au dus într-un conflict deschis cu naționaliștii extremiști. Alături de umanismul său, naționalistul Sadoveanu a fost remarcat pentru a fi secular, și, astfel, în contrast cu imaginea Bisericii Ortodoxe Române favorizată de naționaliștii de extrema dreaptă. Sadoveanu respingea noțiunea străveche conform căreia românii erau religioși, susținând chiar faptul că credința lor era „limitată la ritualuri și tradiții.” A fost un susținător înfocat al cooperării internaționale, în special între țările din Europa de Est și Europa Centrală. Scriind pentru revista Familia în 1935, la 17 ani de la Unirea Transilvaniei cu România și la 15 ani după Tratatul de la Trianon, Sadoveanu i s-a alăturat autorului maghiar Gyula Illyés pledând pentru relații bune între cele două țări vecine. Cum menționa și Crohmălniceanu, deși romanele interbelice ale lui Sadoveanu pot descrie atât conflicte între formațiuni politice și neînțelegeri benigne, au rol în cele din urmă de a descuraja stereotipurile etnice, sugerând că „darurile și calitățile diferitelor conduceri” sunt compatibile reciproc. În conformitate cu Marcel Cornis-Pope, această viziune de cooperare este tema de fond aDivanul persian, o carte, demonstrând valoarea dialogului intercultural într-un moment politic tensionant. Același text a fost descris de către Vianu ca dovadă a lui Sadoveanu de „înțelegere, blândețe și toleranță”.
În 1926, anul intrării sale în Alexandru Averescu în Partidul Popular, Sadoveanu și-a motivat alegerea sa, într-o scrisoare a Octavian Goga, având convingerea că intelectualitatea are resursele necesare pentru a participa în politică: „S-ar părea că este în primul rând nevoie de contribuția intelectualilor, într-o epocă în care nivelul intelectual global este în scădere.” Sinceritatea lui a fost pusă la îndoială de către contemporanii săi: atât de prietenul său Gheorghe Jurgea-Negrilești și comunistul Petre Pandrea din cauza solicitării, în 1926-1927, de către Sadoveanu și Păstorel Teodoreanu a fonduri publice solicitate de la Ministrul de Interne Goga, cu Sadoveanu motivând că el a vrut să înființeze o revistă culturală. Mai târziu a cheltui banii pe garderoba sa personală. În schimb, Adrian Cioroianu ia act de faptul de episodul cu Partidul Poporului, și mai ales „circumspecția reciprocă” între Sadoveanu și Partidul Național Liberal, subliniind simpatia scriitorului pentru „intelectualii de stânga”. Sine o marxist, Ovid S. Crohmălniceanu a sugerat că, încă din 1930, atitudinea lui Sadoveanu a fost destul de asemănătoare cu cea avută de grupurile comuniste.

### Opoziția față de fascism și sprijinirea Regelui Carol al II-lea
În timpul anilor '30, pe vremea când era la conducerea Adevărului, Sadoveanu a fost ținta atacurilor unor redactori ai unui ziar de dreapta deținut de antreprenori evrei, care susținea că el a ales să-și abandoneze prerogative sale naționaliste. Astfel, Sadoveanu devine ținta unei campanii de presă antisemite și fasciste, avându-l ca adversar pe Nichifor Crainic de la Sfarmă-Piatră și jurnaliștii care aveau legătură cu Garda de Fier. Publicația lui Crainic presupunea că Sadoveanu și-ar fi „trădat” cauza naționalistă. Într-unul din articole, Ovidiu Papadima l-a portretizat pe Sadoveanu ca victimă a manipulării evreiești, și a comparat apartenența sa la francmasonerie cu venerarea diavolului, luând în derâdere și faptul că era obez, în timp ce Crainic îl compara cu propriul său personaj, trădătorul Ieremia Golia. Porunca Vremii se referea des la el ca Jidoveanu (de la jidov, un termen peiorativ de la „evreu”), ilustrându-l drept un agent al iudeo-comunismului motivat de „perversitate”, instigând publicul să-l hărțuiască pe scriitor și să arunce în el cu pietre. A protestat după ce autoritățile din Fălticeni au refuzat să-i înlăture lui Sadoveanu titlul de cetățean de onoare, și după ce Universitatea din Iași i-a acordat titlul de doctor honoris causa. Prin vocea romancierului Nicolae Crevedia, el a sugerat chiar faptul că scriitorul ar trebui să se sinucidă folosind pușca sa de vânătoare. În 1937, Porunca Vremii i-a felicitat pe ultra-naționaliștii care au organizat arderile publice ale cărților lui Sadoveanu din Dobrogea de Sud și din Hunedoara, precum și pe oamenii anonimi care au trimis scriitorului pachete cu copii distruse ale volumelor sale. În aprilie 1937, campania anti-Sadoveanu a fost privită cu indignare de mai multe personalități publice, care au publicat „Apelul intelectualilor”, semnat de Liviu Rebreanu, Eugen Lovinescu, Petru Groza, Victor Eftimiu, George Topîrceanu, Zaharia Stancu, Demostene Botez, Alexandru A. Philippide, Constantin Balmuș și alții. Denunțând această campanie ca fiind o „asasinare morală”, apelul făcea referire la faptul că Sadoveanu este autorul „celor mai multe opere românești din literatura noastră”. Sadoveanu însuși și-a apărat prietenul Tudor Arghezi, care era acuzat de presa de extremă dreapta că a scris poezii cu caracter pornografic.
Revizuind consecințele cauzate de aceste scandaluri, Ovid S. Crohmălniceanu sugerează că tot ceea ce a scris Mihail Sadoveanu din 1938 până în anul 1943 este într-un fel sau altul legat de cauza anti-fascistă. Conform lui Cornis-Pope, starea de dezaprobare a lui Sadoveanu față de acțiunile extremei dreapta poate fi descoperită în Creanga de aur, care este și „o parabolă politică în care civilizația arhaice sătească se opune pericolului tot mai mare al fascismului.” Totuși, după cum susține George Călinescu, scriitorul însuși nu și-a revizuit perspectivele sale naționaliste, continuând să creadă că prezența minorităților și a străinilor reprezenta un pericol pentru România Mare, și că umanismul său era „o ușoară tinctură”. În una din rubricile sale, Sadoveanu le-a răspuns celor care organizau aceste acte de vandalism, menționând printre altele faptul că dacă ar fi citit romanele pe care le distrugeau, ei ar fi descoperit „o credință înflăcărată în această țară, de atât de mult timp maltratată de către cei vicleni”. A declarat pentru un alt ziar că nu îi va lua în seamă pe acești calomniatori, considerându-se el însuși un adversar al Germaniei Naziste și a oricărei forme de susținere a regimului „național-socialist în propria țară.
Sadoveanu devine astfel un susținător al regelui autoritar Carol al II-lea și al forțelor sale corporatiste, Frontul Renașterii Naționale, care au dus la dezvoltarea cultului personalității regelui. În 1940, el a oferit controversatele laude la adresa conducătorului prin intermediul jurnalului său oficial, Revista Fundațiilor Regale, care l-a făcut pe adversarul politic al lui Carol, psihologul Nicolae Mărgineanu, să-i considere pe Sadoveanu și apropiații săi „niște ticăloși”. Carol îi face un favor, reînnoindu-i mandatul de senator, funcție acordată și lui George Enescu, Lucian Blaga, Emil Racoviță Iuliu Hațieganu, și altor personalități publice. În timpul dictaturii lui Ion Antonescu, Sadoveanu a stat în umbră și a rămas apolitic. Totuși, după cum scrie Cioroianu, a sprijinit invazia Uniunii Sovietice și cooperarea României cu Puterile Axei pe frontul de Est, văzând o oportunitate de a recuceri Basarabia și partea de nord a Bucovinei (pierdută în 1940). În primăvara anului 1944, cu câteva luni înaintea [[loviturii de stat de la 23 august 1944]], el a fost abordat de simpatizanții săi din mediul academic, de asemenea și ai clandestinului Partid Comunist Român, să semneze o scrisoare deschisă care cerea condamnarea alianței României cu Germania nazistă. Conform activistului comunist Belu Zilber, care a luat parte la această acțiune, Sadoveanu, ca și prietenii săi, intelectualii Dimitrie Gusti, Simion Stoilow și Horia Hulubei, a refuzat să semneze acest document. Tot conform lui Zilber, Sadoveanu își motivează acest refuz din cauză că el considera că acea scrisoare nu trebuia să fie adresată lui Antonescu, ci Regelui Mihai. Totuși, Păuna-Mică a fost una din puținele lucrări în proză din anii '40 care aborda tema deportării pe timp de război ai evreilor din România de regimul lui Antonescu; Caleidoscop făcea referie la Pogromul de la Iași din 1941 ca „rușinea noastră”, apreciindu-i pe cei care i s-au opus.

### Parteneriatul cu comuniștii

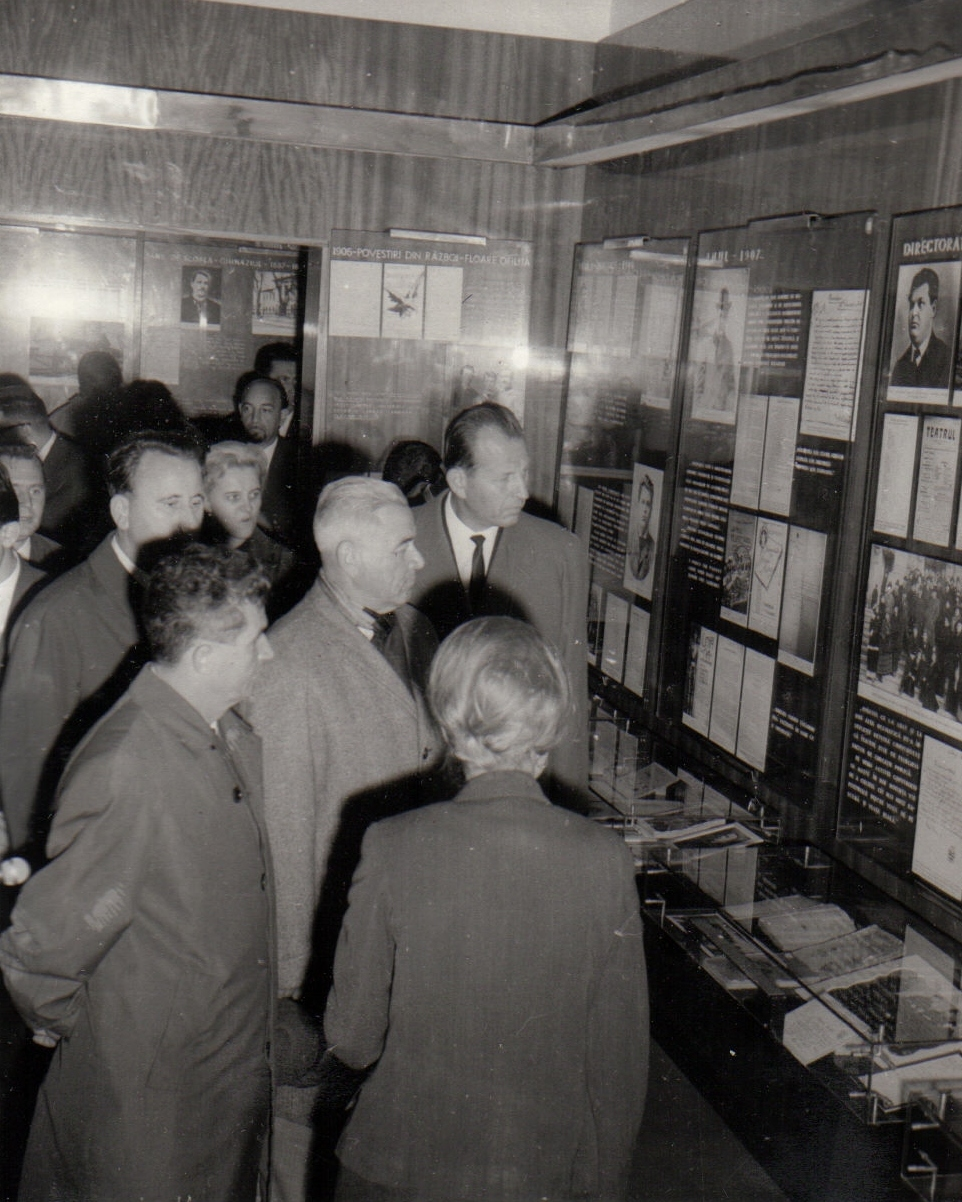
Președintele RSR Nicolae Ceaușescu (rândul din spate, dreapta) la casa memorială a lui Sadoveanu de la Vovidenia (1966)

După prelegerea Lumina vine de la Răsărit, Sadoveanu a devenit cunoscut pentru portretizarea pozitivă a comunizării și a colectivizării. El își arată aprecierea față de unul dintre pilonii principali ai stalinismului, Constituția sovietică. În 1945, susținând că a fost „luminat” de „argumentația lui Stalin”, el a cerut publicului să-i citească documentul pentru „sinceritatea” sa; considera citirea constituției drept „o revelație mistică”. Adrian Cioroianu descrie acest lucru ca „o sarcină de lucru” primită din partea ARLUS, într-o vreme când grupul împărțea copii gratuite și traduse ale constituției sovietice. Entuziasmul din scrierile sale, de asemenea, se manifestă în comportamentul său public: conform colegului său din ARLUS, Iorgu Iordan, Sadoveanu a izbucnit în plâns în timpul unei excursii în Uniunea Sovietică, vărsând lacrimi de bucurie în cadrul unei vizite făcute la o creșă de la țară. În timpul alegerilor din 1946, Sadoveanu a dat vina pe vechea clasă politică pentru problemele cu care se confruntau țăranii români, învinuindu-i chiar și pentru inundația din acel an. Până atunci, partenerii săi politici se foloseau de faima sa literară, iar în pamfletul său electoral scria: „Nu există nici o îndoială că miile de cititori ai operelor sale se vor grăbi la 19 noiembrie să-i dea votul” După instalarea regimului comunist în 1948, Sadoveanu sprijină total autoritățile comuniste. În 1952, după adoptarea celei de-a doua constituții republicane și odată cu intensificarea represaliilor făcute de autorități asupra anticommuniștilor, Sadoveanu face una din afirmațiile sale controversate, declarând că fostul regat a trecut printr-un lung interval de corupție organizată și de proastă organizare în toate domeniile. El considera noul regim ca făcător de justiție, unul uman și demn, care își face simțită prezența în cultură și în educația publică.
Criticile aduse alegerilor morale ale lui Sadoveanu far referire și la faptul că, în timp ce el a dus un trai de lux, mulți dintre colegii lui de generație și alți intelectuali erau persecutați sau chiar încarcerați în condiții inumane. După ce a tolerat epurarea din cadrul Academiei Române, după cum menționează Cioroianu, Sadoveanu acceptă să fie coleg cu noua generație reprezentată de „personaje minore din punct de vedere cultural, dar de care noul regim avea nevoie”, cum ar fi poetul Dumitru Theodor Neculuță și istoricul Mihail Roller. În calitatea sa oficială de membru al MAN, Sadoveanu a fost cosemnatar al rezoluției de respingere a cererilor de comutare a pedepsei cu moartea înaintate de 13 persoane condamnate de Tribunalul Militar și, în urma Afacerii Tămădău din vara anului 1947, a prezidat ședințele Camerei care a scos în afara legii partidul de opoziție PNȚ: conform cercetătorului Victor Frunză, el a fost un participant activ la acestă înscenare, fiind deranjat de expunerea averii sale personale în presa național-țărănistă. Mai târziu, Sadoveanu a făcut o referire la fostul său coleg, activistul național țărănist Ion Mihalache, considerând că vechea abordare politică agrarianistă l-a făcut un „personaj ridicol”. Ioan Stanomir consideră această afirmație drept o „abjecție intelectuală” și inutilă, din moment ce Mihalache era deja prizonier politic și avea să moară în închisorile comuniste. Totuși, din poziția de președinte a Uniunii Scriitorilor din România, scriitorul îl apără pe poetul Nicolae Labiș, un comunist deziluzionat de excluderea din Uniunea Tineretului Muncitor în vara anului 1954, pentru că îi plăcea opera sa. L-a mai ajutat și pe George Călinescu să-și publice romanul Scrinul negru, făcând pace între el și liderul comunist Gheorghe Gheorghiu-Dej.
Mihail Sadoveanu oferea propria definiție a politicii sale într-o conversație cu scriitorul Ion Biberi (1946). „Nu am intrat în politică pentru a fi singura persoană care controlează lumea.” „Sunt o persoană de dreapta, care urmează zelul poporanist în spiritul revistei Viața Românească, dar unul adaptat noilor circumstanțe.” Cioroianu observă în aceste afirmații că, încercând să scape de trecutul său, Sadoveanu se includea în grupul intelectualilor socialiști care erau „dornici să se lase cuceriți de șarmul indescriptibil și întregul avânt dat de utopia comunistă”, dar că în realitate ar fi fost „motivat de frică”. Parafrazând vocabularul comunist, Stanomir îl descrie pe scriitor ca fiind una dintre personalitățile burgheziei care au ajuns să-i susțină pe comuniști fără a fi cu adevărat unul din ei, susținând că dorința lui Sadoveanu era ca democrația să fie în mâinile oamenilor, „un model de cameleonism”. Conform istoricului Vladimir Tismăneanu, Sadoveanu, ca și Parhon, George Călinescu, Traian Săvulescu și alții, a fost unul dintre „intelectualii non-comuniști” atrași de Partidul Comunist Român și al său regim comunist (Tismăneanu evidențiază și faptul că unul din factorii acestui proces erau relațiile bune în care se afla cu Gheorghiu-Dej, cel din urmă având abilitatea de a părea „inofensiv”). Alții au susținut că apartenența lui Sadoveanu la Francmasonerie, care îi avea ca membrii pe extremiștii de stânga pe Mihai Ralea și Alexandru Claudian, facțiune care susținea oficial socialismul evolutiv, parteneri obișnuiți ai comunismului și care sancționa suprimarea francmasoneriei.
Conform lui Adrian Cioroianu, Sadoveanu nu era un „delegat al comunizării”, iar rolul său în acest proces este unul care face obiectul multor dezbateri. Descriind „conversia la filosovietism” ca fiind „pur contextuală”, Cioroianu evidențiază faptul că și sintagma „Lumina vine de la Răsărit” este un mesaj codificat trimis de Sadoveanu altor francmasoni, avertizându-i de pericolul pe care îl prezentau sovieticii asupra organizației. Istoricul constată că, deși mesajele acestea nu erau unele sincere, declarațiile lui Sadoveanu au fost un model de urmat pentru alți intelectuali cum ar fi cazul lui Cezar Petrescu. Alte declarații făcute de Sadoveanu afișau, de asemenea, o anumită neconcordanță în declarații, așa cum este cazul unei prelegeri din 1952 ținută în fața tinerilor scriitori care au participat la Școala de literatură controlată de partid, unde el a negat vehement faptul că cineva ar putea deveni scriitor fără talenul primit de la „mama natură”.

## Moștenire

### Influențe
Proza lui Sadoveanu, în special tratarea cadrului natural, a servit ca inspirație în lucrările autorilor precum Dumitru D. Pătrășcanu, Nicolae N. Beldiceanu, Jean Bart, și Al. Lascarov-Moldovanu; tehnicile sale de povestitor au fost uneori împrumutate de Damian Stănoiu, și de prozatorul istoric Dumitru Vacariu. Conform lui Călinescu, primele povești de vânătoare ale lui Sadoveanu publicate de Viața Românească, împreună cu cele ale junimistului Nicolae Gane, au dus la stabilirea acestui gen în cadrul literaturii române, și au deschis calea folosirii ideilor în operele luiIoan Alexandru Brătescu-Voinești. Călinescu mai notează că Scrisorile unui răzeș, una din primele opere ale lui Cezar Petrescu, este profund inspirată din opera lui Sadoveanu, și că folosirea aceluiași dialect moldovean este un o „pastișă” împrumutată de la Sadoveanu. De asemenea, Ion Vinea, în timp ce își exprima admirația față de Sadoveanu, îi considera pe toți discipolii și imitatorii săi ca „scriitori-ciuperci din pădurile lui Sadoveanu” și „servitori care își fură [căciula] pentru a-i purta blazonul”. Această problemă a fost mai târziu discutată de criticul Ioan Holban, care considera că majoritatea poveștilor istorice inspirate de Sadoveanu sunt „nesemnificative” pentru literatura română.
În primele etape ale regimului comunist, programa școlară era dependentă de recomandările ideologice. În acea perioadă, Sadoveanu a fost unul din scriitori interbelici ale căror opere încă se studiau în școli. Într-un manual de limba și literatura română din 1953, apărea alături de autorii comuniști Alexandru Toma și Alexandru Sahia, cu opera Mitrea Cocor. Studii ale scrierilor sale au fost publicate de către critici comuniști, printre care Ovid S. Crohmălniceanu, Paul Georgescu, Traian Șelmaru, Mihai Novicov, Eugen Campus și Dumitru Isac, în timp ce o reeditare din 1953 a Baltagulului a fost publicat în 30000 de exemplare (un număr rar întâlnit în acel context). În următorii ani, Profira Sadoveanu ba devenit o promotoare cunoscută a operei și imaginii sale, publicând cărți biliografice pentru copii, ilustrate de Mac Constantinescu (ediția din 1955).
Deși Sadoveanu a continuat să fie apreciat drept un mare scriitor în perioada ceaușistă, iar aniversarea de șaptezeci de ani de la debut a fost sărbătorită printr-o ceremonie națională, reacția împotriva influențelor sovietice au afectat în mod negativ prezentările activității sale; din bibliografia lui oficială a fost exclusă opera Păuna-Mică. Printre cei care au scris memoriile lui Sadoveanu din ultimii ani de viață s-a numărat Alexandru Rosetti, care a publicat o carte în acest sens în 1977. Relansarea oficială a discursului naționalist în anii '60 i-au permis controversatului critic literar Edgar Papu să formuleze propria variantă de protocronism, care postula că fenomenele culturale ale României depășeau dezvoltarea culturală a lumii. În acest context, Papu îl considera pe Sadoveanu „una din cele mai mari voci precursoare”, comparându-l cu Rabindranath Tagore. După Revoluția Română din 1989, Sadoveanu a influențat și noua generație, care au abordat temele din operele sare într-o manieră postmodernistă sau ironică. Printre ei se numără Dan Lungu, care, conform criticului Andrei Terian, a făcut aluzie la narațiunea-cadru din Hanu Ancuței pentru conceperea romanului Raiul găinilor din 2004. În 2001, un sondaj de opinie realizat printre literați de revista Observator Cultural 
a enumerat șase dintre romanele sale ca făcând parte din cele mai bune 150 de romane românești.
Mai multe opere ale lui Mihail Sadoveanu au circulat și în străinătate. Acest fenomen a început încă din 1905, când au fost publicate mai multe traduceri în limba germană, și a continuat și în anii '30, când Venea o moară pe Siret... a fost tradus la scurt timp după apariția romanului în limba română. În 1931, autoarea feministă Sarina Cassvan a inclus traduceri în limba franceză a textelor sale într-o antologie menită să promoveze cultura română la nivel internațional. Tot în acea perioadă, unele dintre textele lui some of Sadoveanu au fost traduse în chineză de către Lu Xun.
Tudor Vianu a atribuit primirea călduroasă a operelor sale de către comunitatea internațională abilității sale de a reda „propriul fel de a vedea și de a simți natura și umanitatea” pe care îl au românii, în timp ce istoricul literar Adrian Marino evidențiază faptul că Sadoveanu și Liviu Rebreanu au fost excepționali pentru generația fiind activ interesați de modul în care au fost traduse, editate și publicate operele lor în străinătate.
Mai târziu, facerea cunoscută a operei lui Sadoveanu în Blocul Estic a devenit una din prioritățile regimului comunist. Astfel, Mitrea Cocor a făcut parte, împreună cu alte scrieri ale lui Zaharia Stancu și Eusebiu Camilar, din primul val de cărți românești traduse înlimba cehă și publicate în Cehoslovacia comunistă. Alături de lucrări similare de-ale lui Petru Dumitriu, Mitrea Cocor a fost printre primele ediții traduse în limba engleză sancționate de regimul comunist român, având o prefață făcută de Jack Lindsay în 1953. Nouă ani mai târziu, colecția de povești scurte a servit ca o monedă de schimb cultural între România și Statele Unite. Aprecierea de care se bucura Sadoveanu în Uniunea Sovietică de după cel de-al Doilea Război Mondial l-au făcut unul dintre scriitorii români a cărui opere erau publicate și în RSS Moldovenească.
Jurnalele și notițele lui Sadoveanu au fost strânse la începutul anilor 2000 și publicate în 2006 de către Editura Junimea și de MLR. Principalii coordonatori ai acestui proiect au fost istoricii literari Constantin Ciopraga și Constantin Mitru, care a fost cumnatul lui Sadoveanu și secretar personal. Operele sale sunt încă populare: în 2004, când s-au împlinit 100 de ani de la debutul lui Sadoveanu, Șoimii a fost publicat pentru a cincisprezecea oară. Conform lui Simuț, ocazia în sine a fost totuși marcată de „impresia de indiferență generală”, Sadoveanu părând „un continent scufundat, amintit de noi doar cu smerenie și confuzie”.

### Omagiu
Sadoveanu este o prezență ocazională în operele literare ale colegilor săi de generație. A scris seria de povestiri de vânătoare Țara de dincolo de negură în cinstea operei lui George Topîrceanu cu același nume, ambii autori schițând portretul celuilalt cu admirație. Topîrceanu a mai parodiat stilul prietenului său într-un scheci de cinci paragrafe, care făcea parte dintr-o serie de astfel de fragmente. A scris despre întâlnirile lor în diverse alte scrieri autobiografice, și i-a dedicat prima versiune a poemului Balada popii din Rudeni. Sub numele de Nicolae Pădureanu, Sadoveanu este unul din personajele romanului și a autobiografiei deghizate În preajma revoluției, scris de colegul său Constantin Stere. Sadoveanu este apreciat în două opere ale lui Nicolae Labiș, intitulate colectiv Sadoveniene. Prima, intitulată Mihail Sadoveanu, este un poem care face referire la proza lui Sadoveanu, iar cealaltă, o poezie cu vers liber, are ca titlu Cozma Răcoare.
În studiul critic asupra operei lui Sadoveanu, Eugen Lovinescu considera că Sadoveanu s-a întors la literatura pură, portretizându-l drept un copil binecuvântat de Moirae sau de ursitoare cu daruri ironice, cum ar fi încăpățânarea de a aborda scrierile despre natură în absența descrierii obiective („Vei tot scrie; vei tot scrie și nu te vei mai putea niciodată opri din scris [...]. Cititorii vor obosi, dar nu vei rămâne neobosit; tu nu trebuie să te odihnești, așa cum nici nu trebuie să cunoști natura [...]”). George Călinescu s-a opus acestei portretizări, menționând că era o simplă „tehnică literară care cu greu acoperă lipsa de substanță a ideii [lui Lovinescu].” În perioada interbelică, Mihail Sadoveanu a făcut obiectul unui studiu sociologic de-al filosofului Mihai Ralea de investigare a contribuțiilor sale literare, în contextul evoluțiilor sociale.
Ary Murnu i-a dedicat un portret în cadrul unei picturi mai mari care îi ilustra pe vizitatorii fideli ai cafenelei Kübler. Sadoveanu a mai apărut și într-un tablou din 192 pictat de Ștefan Dumitrescu, parte a seriei cu persoanele influente de la Viața Românească. În varianta originală, Mitrea Cocor trebuia să fie ilustrată de Corneliu Baba, unul dintre cei mai cunoscuți artiști vizuali români ai generației sale. Baba, care a fost criticat pentru „formalismul său”, a fost presat de autorități să accepte acest lucru sau să riște să ducă o viață precară. Rezultatul muncii sale a fost respins de editură, iar scheciurile sale nu au fost făcute publice. Baba a mai pictat și portretul lui Sadoveanu, despre care criticul de artă Krikor Zambaccian declara în 1958 că este „sinteza artei lui Baba”, ilustrând „un om de litere conștient de misiunea [și] de prezența activă și dominantă a conștiinței sale”. Constantin Mitru a moștenit pictura și a donat-o Muzeului Literaturii Române (MLR). Un bust din marmură reprezentându-l pe Sadoveanu, făcut de Ion Irimescu, a fost ridicat în Fălticeni în 1977. În București a fost amplasată o placă memorială pe strada Pitar-Moș, pe o casă în care a locuit pentru o scurtă perioadă. În timpul anilor '90, un al bust al lui Sadoveanu, munca a mai mulți sculptori, a fost dezvelită la Chișinău, ca parte a ansablului sculptural de pe Aleea Clasicilor.
Operele lui Sadoveanu au influențat și filmele românești, în special cele din perioada comunistă. Cu toate acestea, primul film bazat pe operele sale a fost o producție germană din 1929. Scenariul era bazat pe Venea o moară... iar filmul era intitulat Sturmflut der Liebe, avându-i în rolurile principale pe Marcella Albani, Alexandru Giugaru și Ion Brezeanu. Primul film românesc bazat pe romanele sale a apărut în 1952, odată cu ecranizarea romanului Mitrea Cocor, co-regizat de Marietta Sadova (care a și jucat în film) și Victor Iliu. El a fost supervizat îndeaproape pentru a se potrivi cu îndrumările ideologice, fiind parțial refăcut la cererea autorităților. Mircea Drăgan a regizat ecranizarea din 1965 a romanului Neamul Șoimăreștilor (cu un scenariu scris și de Constantin Mitru) și Frații Jderi (1973; la care au contribuit Mitru și Profira Sadoveanu). În 1969, la studiourile românești s-a filmat Baltagul, regizat de Mircea Mureșan, cu Sidonia Manolache în rolul Vitoriei Lipan. Zece ani mai târziu, Constantin Vaeni lansează Vacanță tragică, bazată pe Nada Florilor, urmată de o adaptare în 1980 a romanului Dumbrava minunată și de filmul Ochi de urs (1983), regizat de Stere Gulea. În 1989, cu puțin înainte de Revoluția Română, Dan Pița a produs filmul Noiembrie, ultimul bal, bazat pe romanul Locul unde nu s-a întâmplat nimic.
În timpul primelor decenii din era comunistă, Sadoveanu, Alexandru Toma și mai târziu Tudor Arghezi au fost de multe ori omagiați cu sărbători naționale, lucru care se datorează, conform criticului literar Florin Mihăilescu, cultului personalității rezervat pentru Stalin și Gheorghe Gheorghiu-Dej. După moartea scriitorului, actuala Casă Monteoru, care găzduia întâlnirile Uniunii Scriitorilor din România, a fost cunoscută sub numele de Casa Scriitorilor „Mihail Sadoveanu”. Casa cu turn din Iași, pe care Sadoveanu a donat-o statului în 1950, a trecut printr-o perioadă de neglijare, fiind în cele din urmă transformată în 1980 în muzeu. O altă casă a sa din Fălticeni a fost transformată tot în muzeu, la fel ca și ultima sa locuință, cea de la Vovidenia (Vânători-Neamț). Cabana de la Bradu-Strâmb (Oașa) a fost ocupată de Securitate, iar mai târziu de Poliția Română  - un omagiu discutabil. În fiecare an, munincipiul Iași îl comemorează pe scriitor prin intermediul festivalului cultural „Zilele lui Mihail Sadoveanu”. În 2004, la cea de a 100-a aniversare de la debutul său, s-au ținut mai multe expoziții și simpozioane organizate de MLR. Evenimente similare au loc și în alte orașe, precum simpozionul „Pe urmele lui Sadoveanu” care a avut loc în luna martie a anului 2006 la Piatra Neamț. Începând cu anul 2003, pentru a sărbători pasiunea pentru șah a lui Sadoveanu, are loc concursul anual de șah din cadrul „Festivalului Internațional de Șah Mihail Sadoveanu”. Un liceu și o librărie din București îi poartă numele, precum și mai multe străzi din Iași, Fălticeni, Timișoara, Oradea, Brașov, Galați, Suceava, Călărași, Târgu Jiu, Miercurea Ciuc, Petroșani, Mangalia și alte localități. În Pașcani există un centru cultural, un liceu și o bibliotecă care îi poatrtă numele. Sadoveanu este onorat și de cetățenii Republicii Moldova, unde, în 2005, s-au sărbătorit oficial 125 de ani de la nașterea lui Mihail Sadoveanu. O stradă din Chișinău și un liceu din Cupcini sunt de asemenea numite după el.

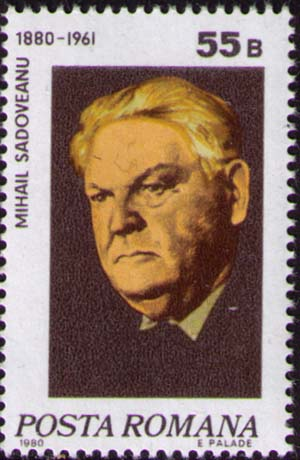
Timbru românesc comemorându-l pe Mihail Sadoveanu (1980)
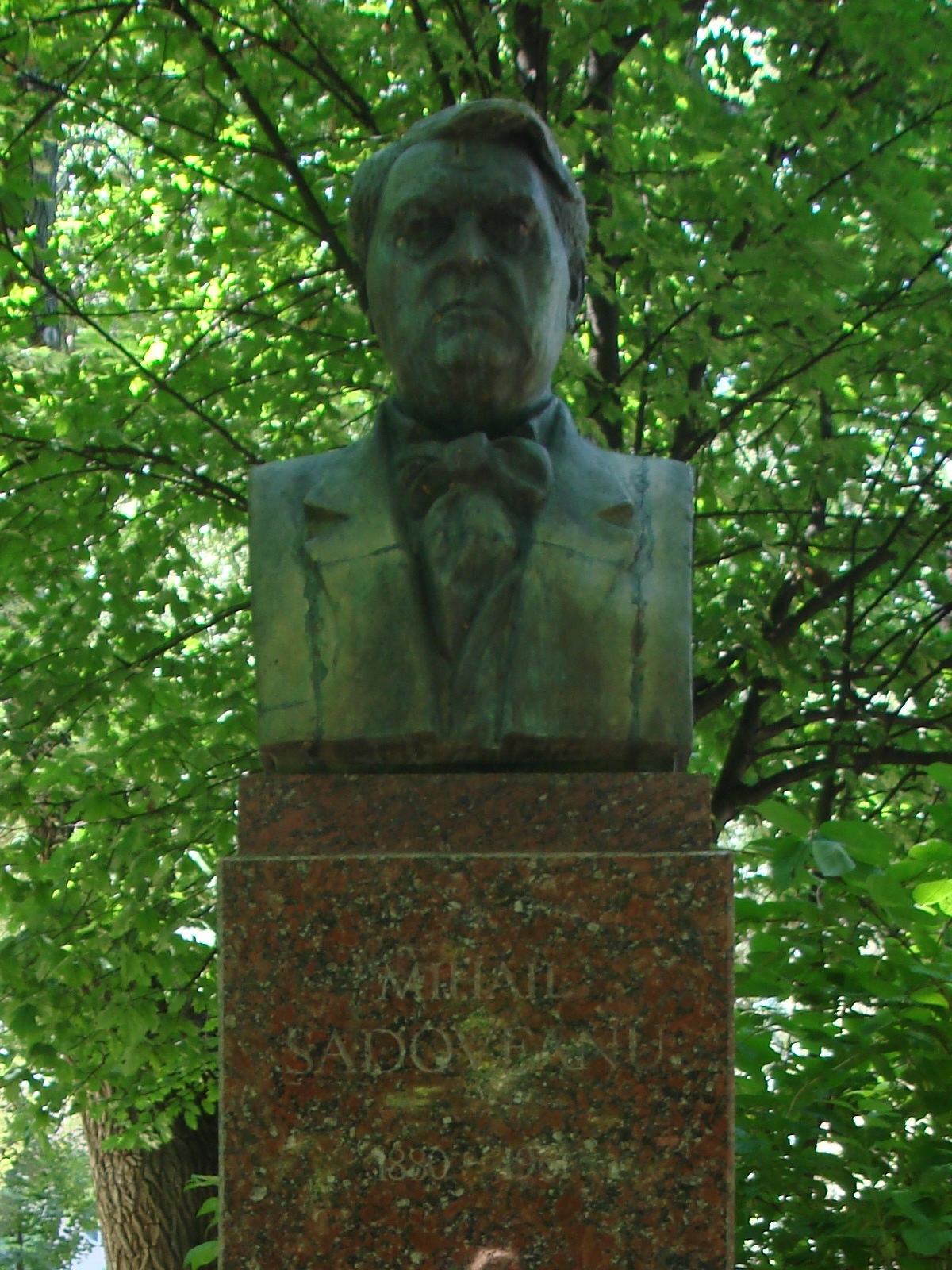
Bustul lui Mihail Sadoveanu de pe Aleea Clasicilor din Chișinău
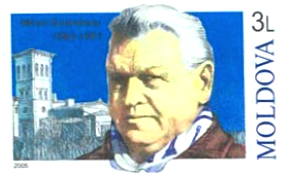
Portretul lui Mihail Sadoveanu de pe un plic timbrat

## Premii
- Premiul de Stat al Republicii Populare Române pentru lucrările de o deosebită valoare efectuate în anul 1949 în domeniul Literaturii, clasa I-a (8 martie 1951), „pentru romanul «Mitrea Cocor»”[269]

## Distincții
- Medalia „A cincea aniversare a Republicii Populare Române” (24 decembrie 1952) „pentru lupta și munca duse în vederea făuririi, consolidării și prosperării Republicii Populare Române”[270]
- Ordinul „23 August” clasa I (12 august 1959) „pentru activitate rodnică în dezvoltarea științei și culturii din Republica Populară Romînă”[271]

## Operă (selecție)
- Șoimii, roman (1904)
- Floare ofilită, nuvele (1905)
- Mormântul unui copil (1905)

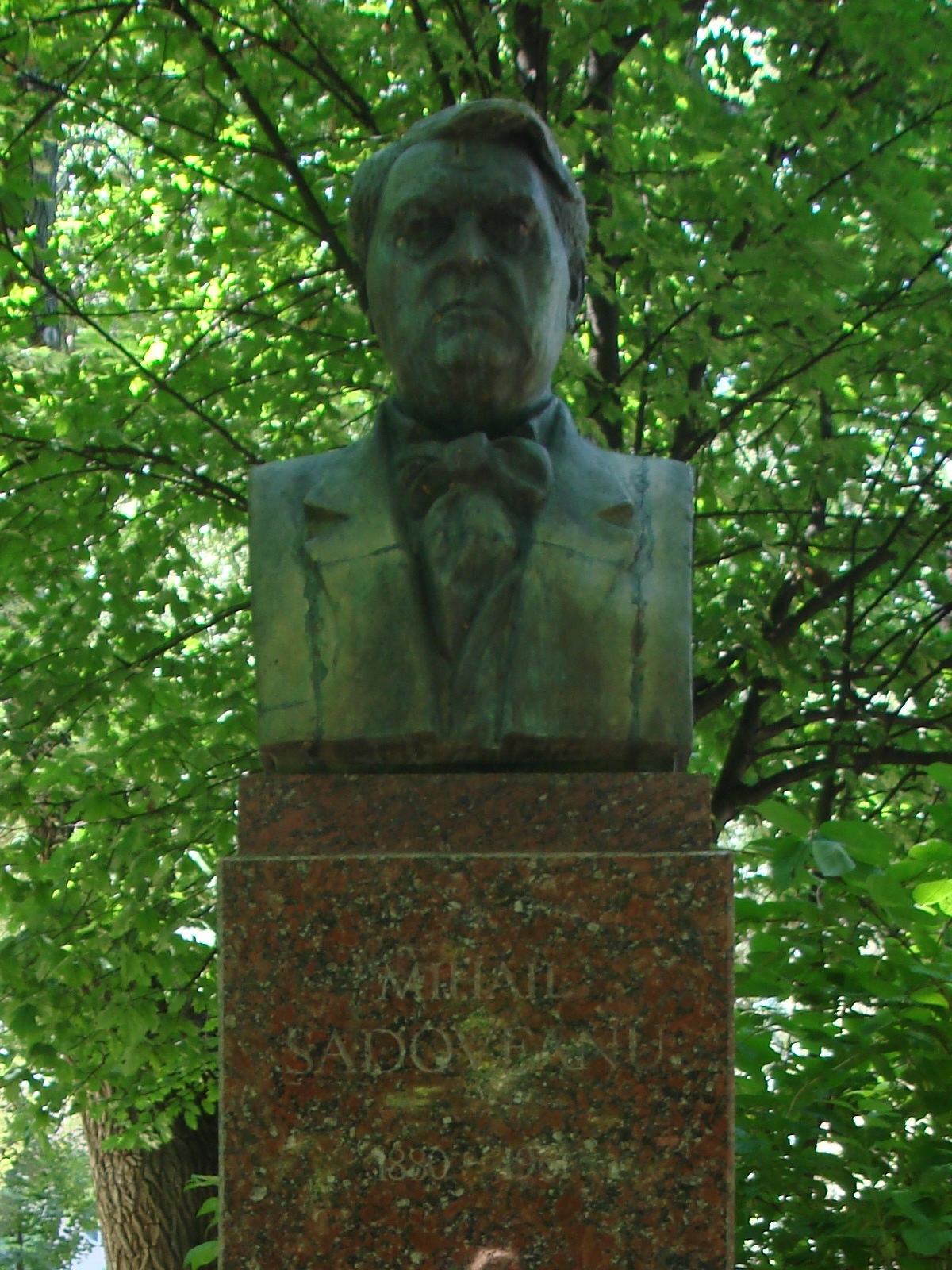
Bustul lui Mihail Sadoveanu pe Aleea Clasicilor din Chișinău

- Amintirile căprarului Gheorghiță (1905)
- Vremuri de bejenie (1906)
- La noi în Viișoara (1906)
- Esopia (1906)
- Însemnările lui Neculai Manea, nuvele (1906)
- Oameni și locuri (1908)
- O istorie de demult (1907)
- Duduia Margareta (1907)
- Istoria marelui împărat Alexandru Macedon în vremea când era cursul lumii 5250 de ani (1907)
- Povestiri de seară (1909)
- Genoveva de Brabant (1909)
- Cum putem scăpa de nevoi și cum putem dobândi pământ (1909)
- Cântecul amintirii (1909)
- Apa morților (1911)
- Povestiri de petrecere și folos (1911)
- Bordeenii, roman (1912)
- Un instigator (1912)
- Priveliști dobrogene (1914)
- Neamul Șoimăreștilor, roman (1915)
- Foi de toamnă (1916)
- Printre gene (1916)
- 44 de zile în Bulgaria (1916)
- Umiliții mei prieteni (1917)
- Umbre (1919)
- În amintirea lui Creangă (1919)
- Priveghiuri (1919)
- Povestiri pentru moldoveni (1919)
- Cocostârcul albastru (1921)
- Strada Lăpușneanu (1921)
- Neagra Șarului (1922)
- Pildele lui cuconu Vichentie (1922)
- Lacrimile ieromonahului Veniamin (1922)
- Oameni din lună (1923)
- Ți-aduci aminte (1923)
- Războiul balcanic (1923)
- Venea o moară pe Siret (1924)
- Țara de dincolo de negură (1926)
- Dumbrava minunată (1926)
- Povestiri pentru copii (1926)
- Dimineți de iulie. Stigletele (1927)
- Demonul tinereții (1928)
- Hanu-Ancuței (1928)
- Împărăția apelor (1928)
- O întâmplare ciudată (1928)
- Olanda, reportaje de călătorie în Olanda (1928)
- Zodia Cancerului sau vremea Ducăi-Vodă, roman (1929)
- Baltagul, roman (1930)
- Depărtări, roman (1931)
- Măria Sa, puiul pădurii, roman (1930)
- Nunta domniței Ruxandra, roman (1932)
- Uvar (1932)
- Creanga de aur, roman (1933)
- Locul unde nu s-a întâmplat nimic (1933)
- Soarele în baltă sau aventurile șahului (1934)
- Nopțile de Sânziene, roman (1934)
- Viața lui Ștefan cel Mare, biografie (1934)
- Trenul fantomă (1934)
- Cele mai vechi amintiri (1934)
- Cuibul invaziilor (1935), colecție de povestiri
- Povestiri alese (1935)
- Paștile blajinilor (1935)
- Inima noastră (1935)
- Povestiri pentru copii (1935)
- Cazul Eugeniței Costea (1936)
- Ion Creangă, conferință (1936)
- Ion Neculce, conferință (1936)
- Țara cangurului (1937)
- Istorisiri de vânătoare (1937)
- Ochi de urs (1938)
- Valea Frumoasei (1938)
- Morminte (1939)
- Frații Jderi, (1935-1942),
  - Vol. I, Ucenicia lui Ionuț (1935)
  - Vol. II, Izvorul Alb (1936)
  - Vol. III, Oamenii Măriei Sale (1942)
- Divanul persian, roman (1940)
- Cincizeci de ani de la moartea lui Creangă, conferință (1940)
- Vechime (1940)
- Ostrovul lupilor (1941)
- Povestirile de la Bradu-Strâmb (1941)
- Anii de ucenicie (1944)
- Lumina vine de la Răsărit, reportaje din URSS (1945)
- Fantazii răsăritene (1946)
- Caleidoscop (1946)
- Păuna mică (1948)
- Mitrea Cocor (1949)
- Nada Florilor, roman (1951)
- Nicoară Potcoavă, roman (1952)
- Însemnări pe marginea articolului 80 (1952)
- Aventuri în Lunca Dunării (1954)
- Evocări (1954)
- Mărturisiri (1960)

## Monografii
- Savin Bratu, Mihail Sadoveanu, o biografie a operei, București, 1963
- Constantin Ciopraga, Mihail Sadoveanu, București, 1963
- Nicolae Manolescu, Sadoveanu sau utopia cărții, București, 1976
- Pompiliu Marcea, Lumea operei lui Mihail Sadoveanu, București, 1976
- Profira Sadoveanu, Viața lui Mihail Sadoveanu. Copilăria și adolescența, București, 1976
- Ion Vlad, Cărțile lui Mihail Sadoveanu, Cluj, 1981
- Fănuș Băileșteanu, Introducere în opera lui Mihail Sadoveanu, Craiova, 2001
- Alexandru Paleologu, Treptele lumii sau calea către sine a lui Mihail Sadoveanu, Iași, 2007
- Monica Spiridon, Sadoveanu-divanul înțeleptului cu lumea, Albatros, 1982
- Dumitru Micu, Sensul etic al operei lui Sadoveanu, 1955